# 空中客车
空中巴士公司（Airbus SE；發音：[ɛʁbys] ⓘ，是欧洲一家民航飞机制造公司，於1970年由法国、德國、西班牙与英国共同創立，總部設於法國圖盧茲，也是欧洲最大的军火供应制造商空中巴士（Airbus）旗下企業。

## 歷史

### 1945~1967：艱難的開始

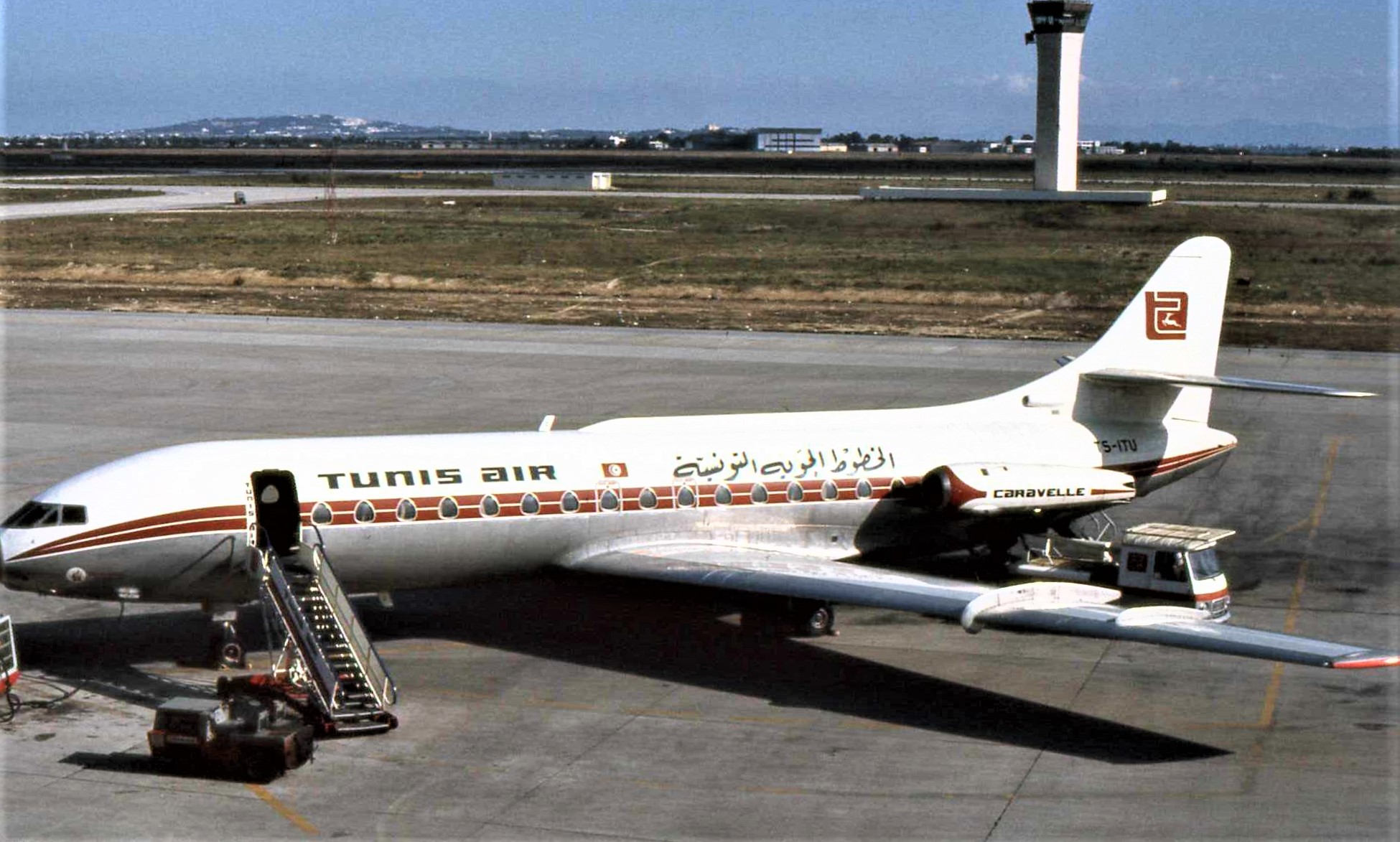
突尼斯航空的SE-210「卡拉維爾」客機。

二戰結束之後，歐洲的航空製造業陷入前所未有的低潮。戰後雖然還有設計師設計新型飛機，但即使是最成功的量產飛機，包括法國南方飛機公司的SE-210「卡拉維爾」同英國航空器集團的BAC 1-11，產量也不高。而大西洋對岸的美國本土由於幾乎未遭戰火波及，又多次受到歐洲盟國的委托，航空製造業進入了前所未有的黃金時期。以道格拉斯為首的美國飛機製造商先後崛起，它們的飛機佔了全球飛機供應的絕大部份。

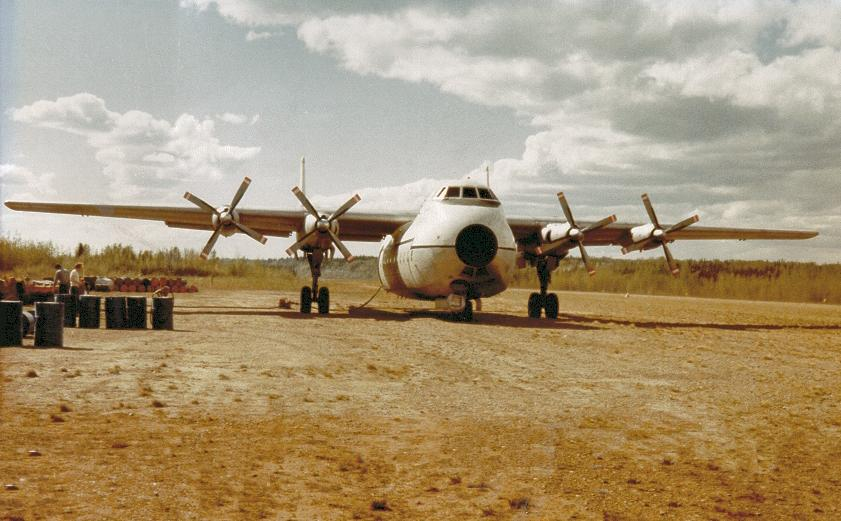
阿姆斯特朗-惠特沃斯AW.600「大商船」短程客機。

歐洲航空運輸業的擴張，帶來了對新飛機的需求，也為歐洲航空製造業帶來了機遇。1959年，英國的霍克－西德利製造廠製造廠推出了阿姆斯特朗-惠特沃斯AW.600「大商船」短程客機。這種客機可以以每人兩便士的成本，運載126名乘客執飛短途航線。但是，歐洲的航空製造商很快就意識到：如果歐洲的航空製造商繼續如此各自為戰的話，就根本沒辦法和強大的美國對手競爭，合作是唯一的出路。從1960年開始，已經有歐洲航空製造商開始商討合作。在1965年巴黎航展上面，歐洲的主要航空公司非正式地討論過歐洲市場的發展，又提出了對載客超過100人的低成本中短程客機的強大需求。雖然美國的飛機製造商拼命推銷當時最新出品的美國客機（包括洛克希德L-1011「三星」和波音747），但是歐洲的航空公司還是決定集中發展歐洲市場，並開始研究由歐洲航空器製造商來製造適合歐洲市場的飛機的可行性。而「空中巴士」這個名稱，就是在這次會議的記錄裏面第一次出現的。同一年，在英國政府的強烈敦促之下，霍克－西德利製造廠和法國布勒蓋飛行器製造廠（SAS Louis Breguet）同北方飛機公司（Nord-Aviation）開始合作，並且在不久之後推出了HBN 100原型機；另一方面，法國南方飛機公司也同英國航空器集團合作，以BAC 1-11為藍本，推出了「炮帆船」（Galion）客機。與此同時，西德政府開始將原來德國境內的5間主要飛機製造商（多尼爾飛機製造廠、漢堡飛機製造廠、梅塞施密特－貝勒哥夫飛機製造廠、 西伯爾-ATG以及聯合飛行技術工廠）整合為一間新公司「德意志空中巴士集團」（Deutsche Airbus），並且研究同其他國家合作的可行性；而海峽對岸的英國歐洲航空（British European Airways）也集結了8間歐洲飛機製造商的力量，準備研製一種載客量200到225人，最高時速1500公里，營運成本比波音727-200低兩三成的客機。1966年，德意志空中巴士集團加入了霍克－西德利、布勒蓋和北方飛機公司的團隊；同一年，法國南方飛機公司和達梭航空（Dassault）開始商討研製大型客機的事項。
為了避免歐洲內部的競爭加劇，而讓美國製造商有進一步打入歐洲市場的機會，西德、法國和英國的政府決定建立一間代表三個國家的共同企業，並且選中HBN-100原型機作為後續發展的藍本。1966年10月5日，開發HBN-100的四間製造商正式向三國政府申請撥款。1967年9月，三國政府簽訂諒解備忘錄，批准向HBN-100計劃撥款，法國同英國各負責37.5%撥款，西德負責剩餘的25%；並且將HBN-100改名為「A300」。諒解備忘錄還規定：1968年7月一定要有最後方案，而且如果到時候訂購量還沒超過75架的話，就不會製造原型機。羅傑·貝特伊（Roger Béteille）被任命為計劃總負責人，他對A300團隊的分工是：霍克－西德利負責設計機翼，布勒蓋和北方飛機公司負責設計飛行控制系統，控制組以及機身中下部，德意志空中巴士負責設計剩餘的機身。

### 1967~1978：慢慢回復

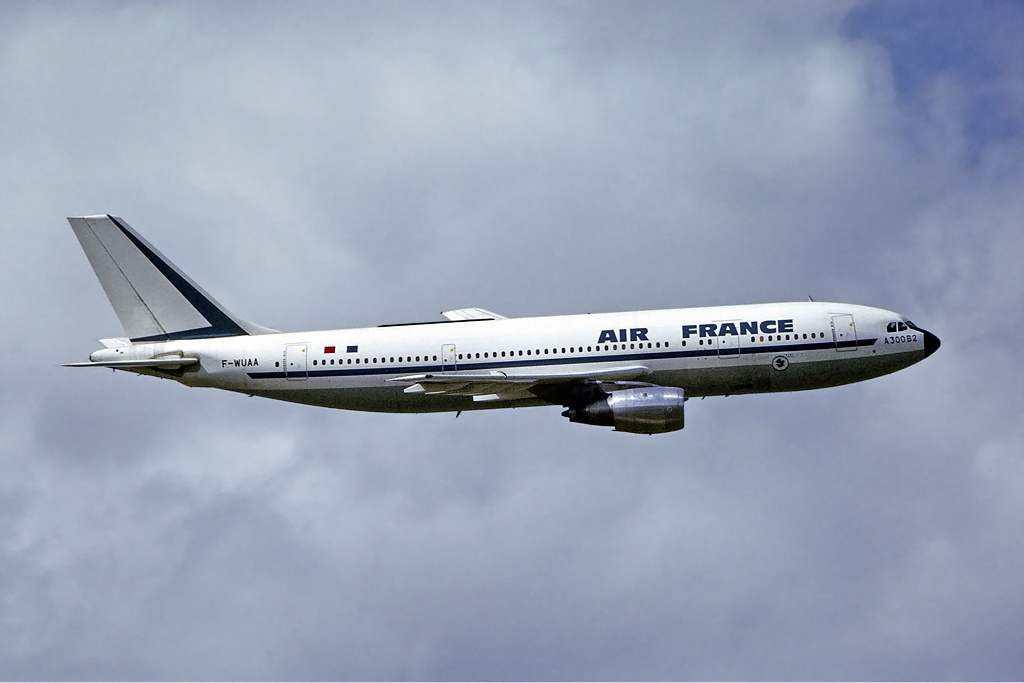
1974年范堡羅航展上的法國航空法航空中巴士A300B2客機。

但是A300計劃一開始就遇上了重大困難：當時歐洲根本沒有推力達300千牛的引擎，而且當時英國和法國都對A300計劃充滿懷疑：當時的歐洲似乎還不需要載客300人的客機；而且法國由於當時還要為另外兩項大計劃（協和客機同達梭水星100客機）提供撥款，甚至曾經考慮退出A300計劃，但最後還是留下了。於是，A300團隊提出了一個縮小方案「A300B」，將載客量由300人減到250人左右，還重新設計行李艙門，令到當時常用的LD3貨櫃可以更快上下飛機。而且，為了吸引潛在的美國客戶，A300團隊還決定採用通用電氣的引擎而不用勞斯萊斯的引擎。
勞斯萊斯和英國對此極為不滿，在1969年宣佈退出A300計劃，終止撥款，但是由於法德雙方都不願意硬著頭皮接手機翼的研製，所以霍克－西德利製造廠留了下來，繼續為A300計劃研製機翼；西德財長弗朗茨·約瑟夫·施特勞斯（Franz Josef Strauß）隨即宣佈：西德將撥款份額增加到五成。後來西德甚至借了3500萬英鎊給霍克－西德利製造廠。

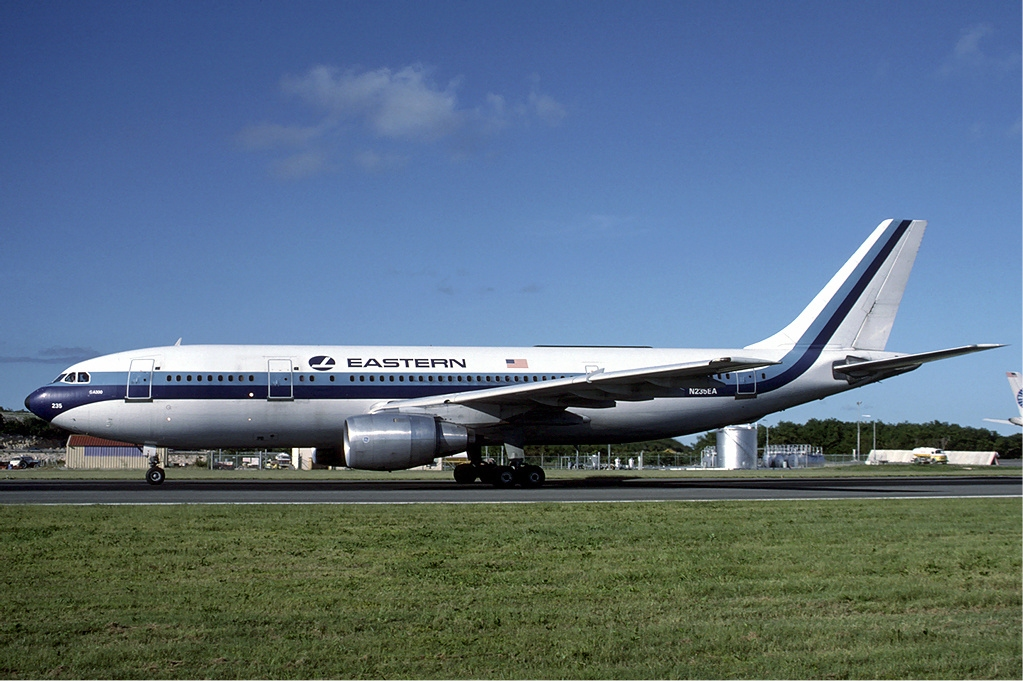
美國東方航空的空中巴士A300客機。

1969年巴黎航展上，法國和西德簽訂合作備忘錄，將A300的載客量定為226人，引擎定為由通用電氣和法國國家航空發動機設計製造公司合作研發的CFM56引擎，並且聲稱「A300的營運成本，將會比我們的四引擎競爭對手低許多」。1970年1月1號，法國南方飛機公司和北方飛機公司合併成為國營航空航天工業公司（今天的法國宇航集團的前身）。但是就在這個時候，德意志空中巴士的幾間子公司突然決定退出計劃，只有梅塞施密特－貝勒哥夫和聯合飛行技術工廠決定留下，迫使法德兩國重新商討撥款協議。由於當時聯合飛行技術工廠已經和福克公司合併，而福克公司是在荷蘭註冊的，於是荷蘭政府決定加入A300計劃，並且承擔6.6%的撥款，而法德兩國各自承擔不超過46.7%的撥款。經過撥款架構重組之後，1970年12月18號，法國國營航空航天工業公司同德意志空中巴士正式組建「空中巴士工業」經濟利益同盟公司（Groupment d'Intérêt économique "Airbus Industrie"），總部設在巴黎，由弗朗茨·約瑟夫·施特勞斯出任董事會首任主席。之後，同達梭航太一直有合作的西班牙航空製造有限責任公司加入空中巴士工業公司，控股4.2%。
A300團隊計劃製造8架原型機，實際製造了5架。
- A300B1：基本型；
- A300B2：加長10米；
- A300B3（未製造）：最大起飛重量增加到148.5噸；
- A300B4：最大起飛重量增加到150噸；
- A300B5（未製造）：貨機原型機；
- A300B6（未製造）：加長型貨機原型機；
- A300B9：加長型客機原型機（後來發展成A330）；
- A300B11：四引擎原型機（後來發展成A340）。

空中巴士的主要客戶之一法國航空對A300B1的興趣不大，但是一開始就對加長型的A300B2特別感興趣，還在1970年9月訂了6架。這是空中巴士工業收到的第一張訂單。1972年10月28日，第一架A300B1成功試飛，一個月之後就收到了法國民航總局的適航證書，然後在1974年先後收到德國聯邦航空局和美國聯邦航空局的適航證書。A300的第一班定期航機，是1974年4月15號從巴黎飛往倫敦的法航班機。為了打開美國市場，空中巴士在A300B1試飛成功的同一年，就決定在北美洲和南美洲分別進行6週的展示，獲得巨大反響。幾年之後，美國東方航空成為空中巴士工業的第一個美國買家。到1978年為止，東方航空一共訂購了23架型A300B4。

### 1978~1980：衝峰

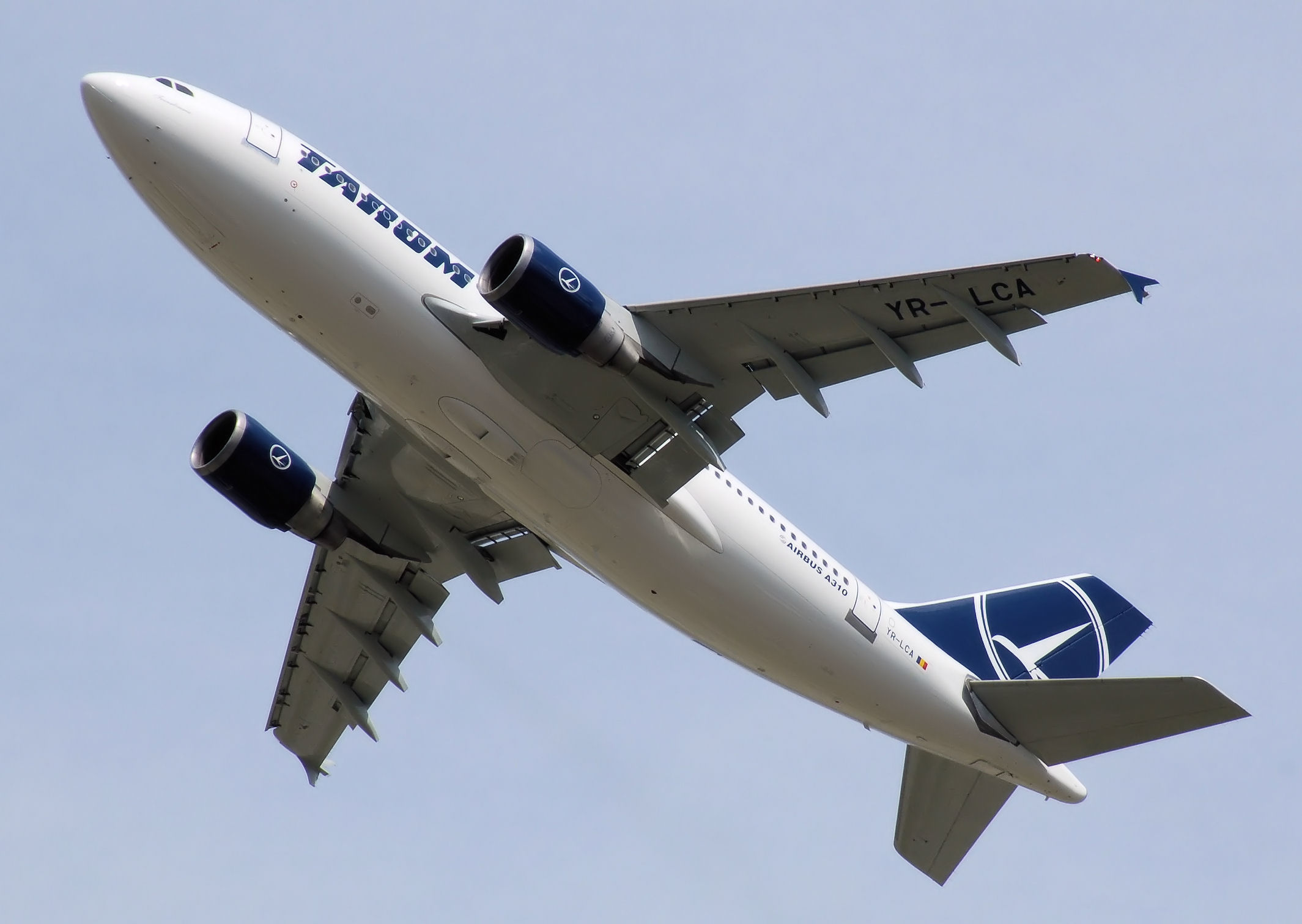
羅馬尼亞航空的空中巴士A310。

A300系列一上市就大受好評，但同時也要面臨波音的強大挑戰。為了鞏固辛苦開拓出來的市場，空中巴士工業決定在1978年7月推出A300的後續機型。A300在在很大程度上滿足了法國航空的需求，但是由於當時歐洲許多航空公司的載客量還沒有那麼高，所以A300系列對它們而言太大。為了縮減研究和試驗成本，空中巴士工業原本計劃推出一款A300B10MC，把載客量減為220人，不做大修改。但是A300B10MC帶來的問題是機翼和起落架體積太大，反而加重燃油消耗。經過幾間子公司的商討之後，空中巴士工業決定將A300B10MC從A300計劃獨立出去，重新設計，改名為A310。與深受成員國政治需求影響的A300不同的是，A310更著重考慮技術條件和商業需求。這也是空中巴士工業第一次向成員國展示它的工業潛力。
1978年4月，第一架空中巴士A310在漢諾威航展（今天的柏林航展）亮相；同一年7月6日，A300B10型客機由法國宇航、梅塞施密特－貝勒科夫、福克以及西班牙航空製造公司共同推出。從1979年開始，漢莎航空、瑞士航空、荷蘭皇家航空、法國航空以及西班牙國家航空相繼開始訂購A310，並且提出了不少特別修改的要求。同一時期，海峽對岸的英國在工黨的推動之下，將霍克－西德利製造廠、英國航空器公司等幾間飛機製造商合併成英國宇航公司。新成立的英國宇航很快就意識到：要生存，要不就和美國合作，要不就得重返歐洲航空製造業。剛好A310計劃需要重新設計機翼，而霍克－西德利製造廠一直為A300系列設計機翼，於是英國宇航決定借這個機會重返歐洲航空製造業。當時，有許多美製飛機的英國航空以及為波音757提供引擎的勞斯萊斯都傾向於和美國合作，但是霍克－西德利製造廠在空中巴士工業裡面的地位，令到與空中巴士工業合作成為更實際的選擇。1978年10月27日，英國宇航和空中巴士工業正式簽約；同一日，法、德、西、英四國政府批准條約，英國宇航正式重返空中巴士工業，參與A310的研製。四國同時重新商定控股分配：法德兩國各控股37.9%、英國控股20%、西班牙控股4.2%。

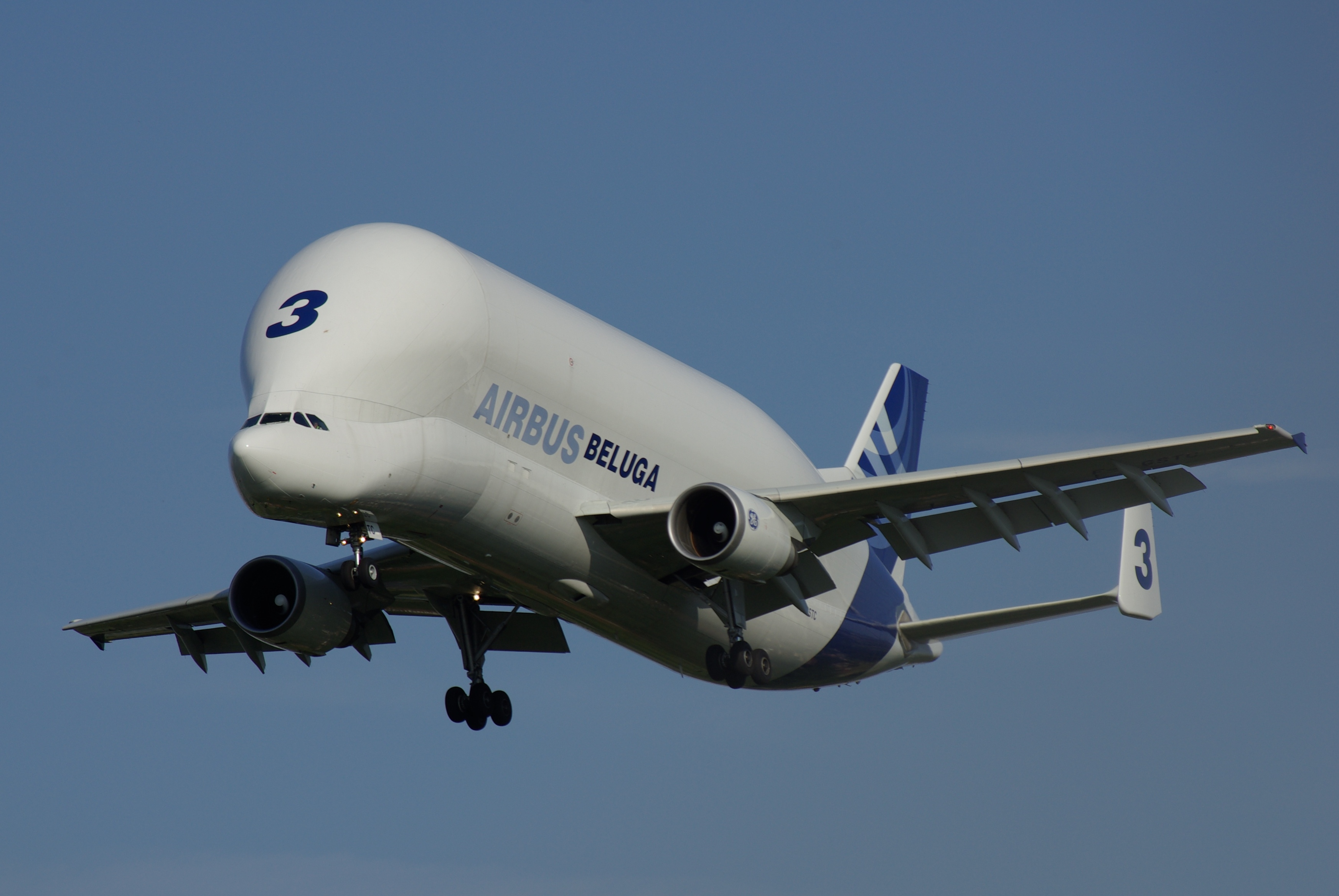
大白鯨超級運輸機3號機。

1982年4月3日，第一架A310原型機試飛成功，4月11號獲得適航證書。空中巴士在A300上試用過許多當時很新的技術和材料，到A310量產化的時候，這些新技術和新材料也同時量產化。A310的減速板、擾流板和飛行操縱裝置都是用碳纖維強化複合材料製造的。另外，A310還是第一架採用超臨界機翼設計的歐製客機。
從1983年3月開始，漢莎航空同瑞士航空訂購的A310相繼交貨。漢莎航空的第一批A310裝的是通用電氣的CF6-80A3引擎，而瑞士航空的第一批A310就裝了普惠的JT9D-7R4D1引擎。
面對日益龐大的航空運輸市場，空中巴士工業在1982年提出了A310的長程改型：A310-300，A310-300第一次採用複合材料製造包括副翼在內的關鍵組件，還加裝了翼尖細翼，減少了翼尖渦流，從而降低了耗油量。雖然如此，但是A310並不算暢銷。到2000年底為止，一共祇有225架A310交貨，而A310的直接對手波音767就有817架交貨。1980年代的經濟危機導致訂單數量銳減，令狀況雪上加霜，於是A300在1984年停產。之後空中巴士工業研製過一種A300的改型A300-600，把用在A310上面的新材料同新技術用在A300上，把機身縮短1.3米，把起飛重量減到170.5噸，把飛機師從三人減為兩人。結果A300-600上市之後竟然比A310還暢銷，於是空中巴士工業在不久之後推出了貨機版A300-600，還以A300-600為基礎，製造了5架大白鯨超級運輸機。

### 1985~1990：逐成強大

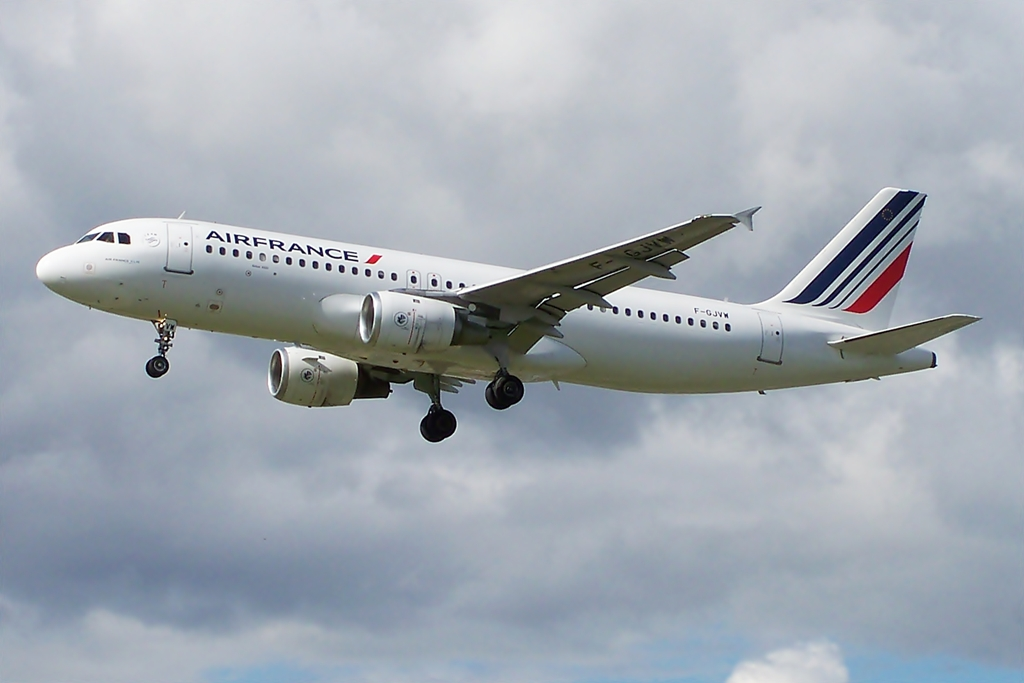
法國航空的空中巴士A320

在A310試飛的同時，市場調查顯示150座左右的中程客機在歐洲越來越受歡迎，更有機會成為波音737同道格拉斯DC-9的直接競爭對手。1974年，合作研製A300的飛機製造廠，包括法國航太、達梭、霍克－西德利、英國宇航、多尼爾、梅塞施密特－貝勒科夫以及聯合福克，開會研究A300的後續機型。達梭提出「水星2000」（Mercure 2000）方案、英國航空器提出X-Eleven方案、而法國宇航提出A200方案，包括134座的A200A同174座的A200B。

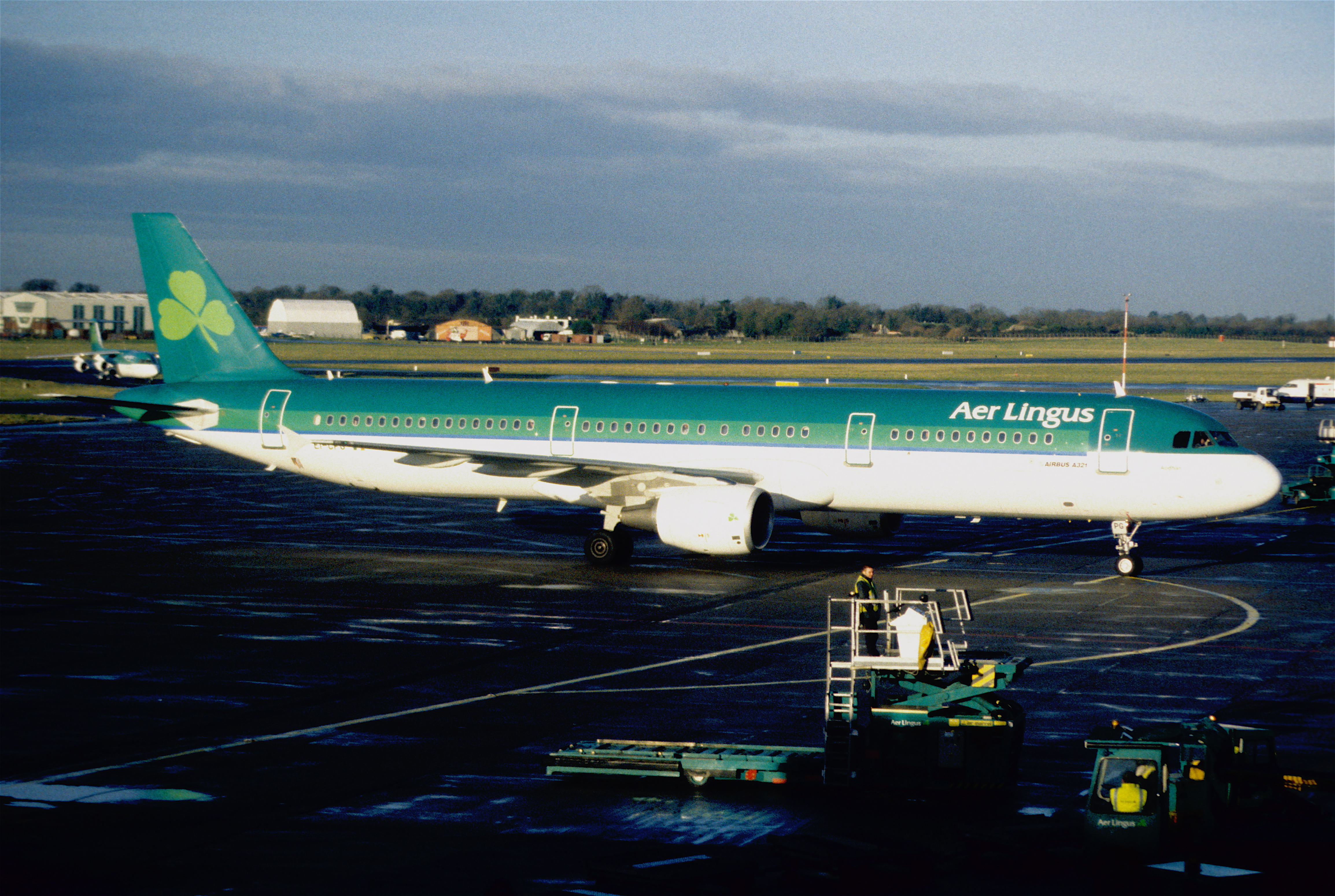
愛爾蘭航空的空中巴士A321。

1981年，空中巴士工業董事局批准總公司開始和子公司以及引擎供應商商討研製一種150座中程客機的計劃。同一年6月，空中巴士工業總經理貝爾納·拉蒂埃宣佈A320計劃正式立項。當時的研究顯示：A320如果上市，訂購量可以在10年內達到3000架。在同一年的巴黎航展上，法航宣佈有興趣訂購25架A320，如果有需要還會再訂25架，這張訂單為A320項目打了一支強心針。量產化後的A320和波音737體積相近，但是航空公司可以要求按實際情況改變座位編排，從而調整載客量。由於受到1970年代石油危機的影響，空中巴士工業希望通過減低燃油消耗來與對手競爭，所以和A310一樣，A320身上也有許多革命性的新技術，包括線傳飛行控制系統、電子飛行儀表、二人駕駛艙同分隔式油艙（允許通過重新分配燃油分配來調整飛機重心）等等。這些設計令A320的耗油量比波音737低了五成，大大減低了運營成本。
A320在1984年3月2日上市，而上市之前，空中巴士工業已經收到來自5間公司的訂單，訂購量達到80架。由於之前有為協和客機研製自動駕駛儀的經驗，到法國宇航在A320上安裝自動駕駛系統的時候，自動駕駛技術已經相當成熟。1985年，泛美航空購入A320，再一次證明空中巴士工業已經有實力向波音叫板。1987年2月，第一架A320成品出廠，空中巴士工業在圖盧斯舉行了盛大的出廠儀式。1988年3月，第一架A320量產型交付畀法航，同一年4月18日投入服務。1988年6月26日，一架剛剛出廠，準備交付給法航的A320（法國航空296號航班）在做低空飛行展示的時候，懷疑由於電腦設定出錯而墜毀，造成機上三人喪生。事件一度令人質疑自動駕駛系統的可靠性，但是並未對空中巴士工業造成重創。到了2010年，A320系列成為了全球產量最高的客機。
1989年11月，空中巴士工業推出了A320的加長版：186座的A321。此時的空中巴士工業已經不再是舉步維艱的小企業，而是一間足以和以波音為主的美國製造商叫板的企業。

### 1990~1999：機型多元化

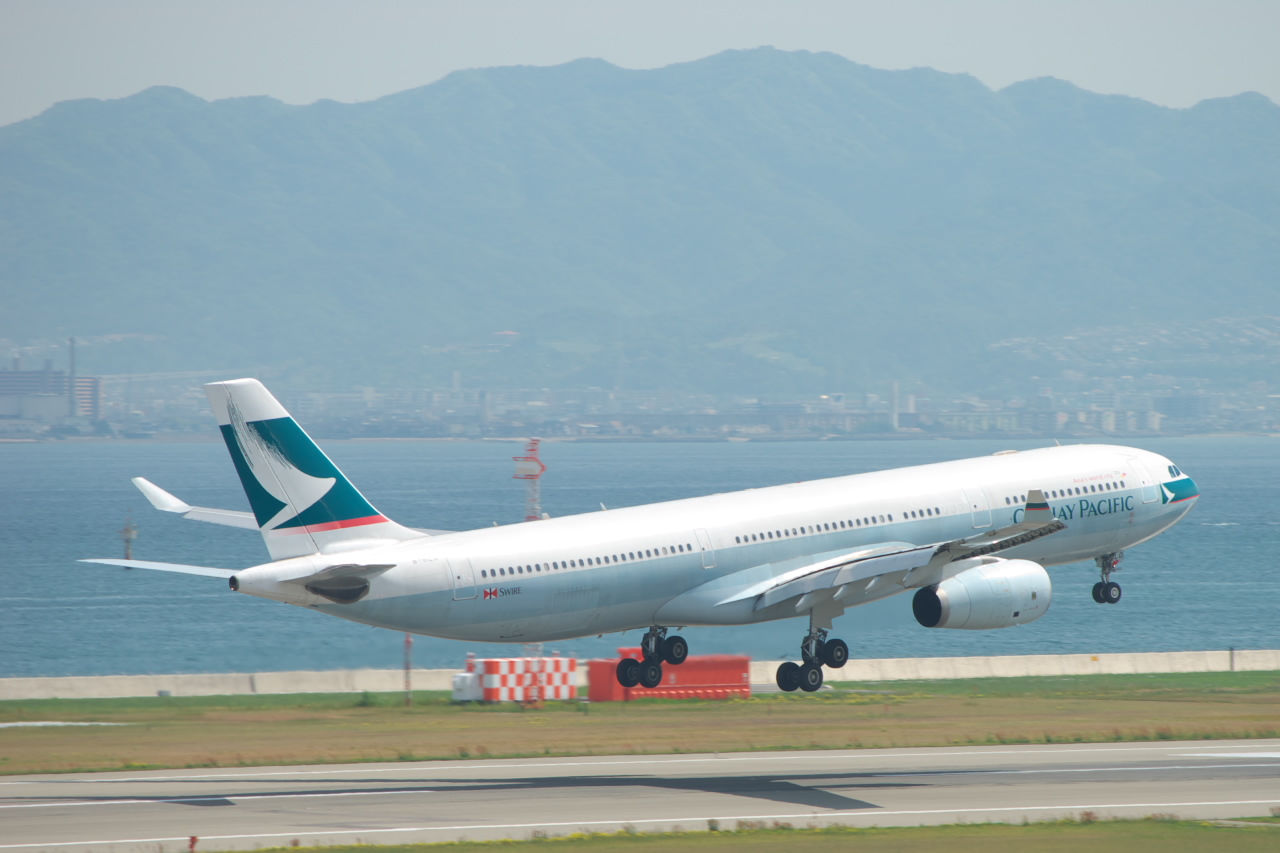
國泰航空的A330客機。

從20世紀90年代開始，空中巴士工業的機型開始邁向多元化。
早在20世紀70年代，空中巴士工業就提出過兩個長程客機方案：TA-9以及TA-11。兩種方案都沿用A300或A310的機身，但機翼大很多，航程還可以長達10000公里，足以和波音的中長程客機競爭。但是直到1987年，在A310和A320系列取得巨大成功之後，空中巴士工業才開始進軍長程客機市場，而初期的研究報告表示：應該以TA-9和TA-11為基礎繼續研發。最後空中巴士工業決定以當時幾乎獨霸天下的麥道DC-10作為直接假想敵，基於此思維研發長程客機。TA-9改名為A330，TA-11改名為A340。為了節省研究成本，兩個研究計劃同時上馬、並列進行，因此最後有了很多技術同時用了在A330同A340上面：兩種機型的駕駛艙幾乎完全一樣，而飛行控制系統也是直接從A320身上移植過來再改進的。這種做法不僅減低了研發和製造成本，還減輕了飛行員的負擔，因為長期駕駛A320的飛行員，不需要太多時間就可以掌握A330或者A340的操控。

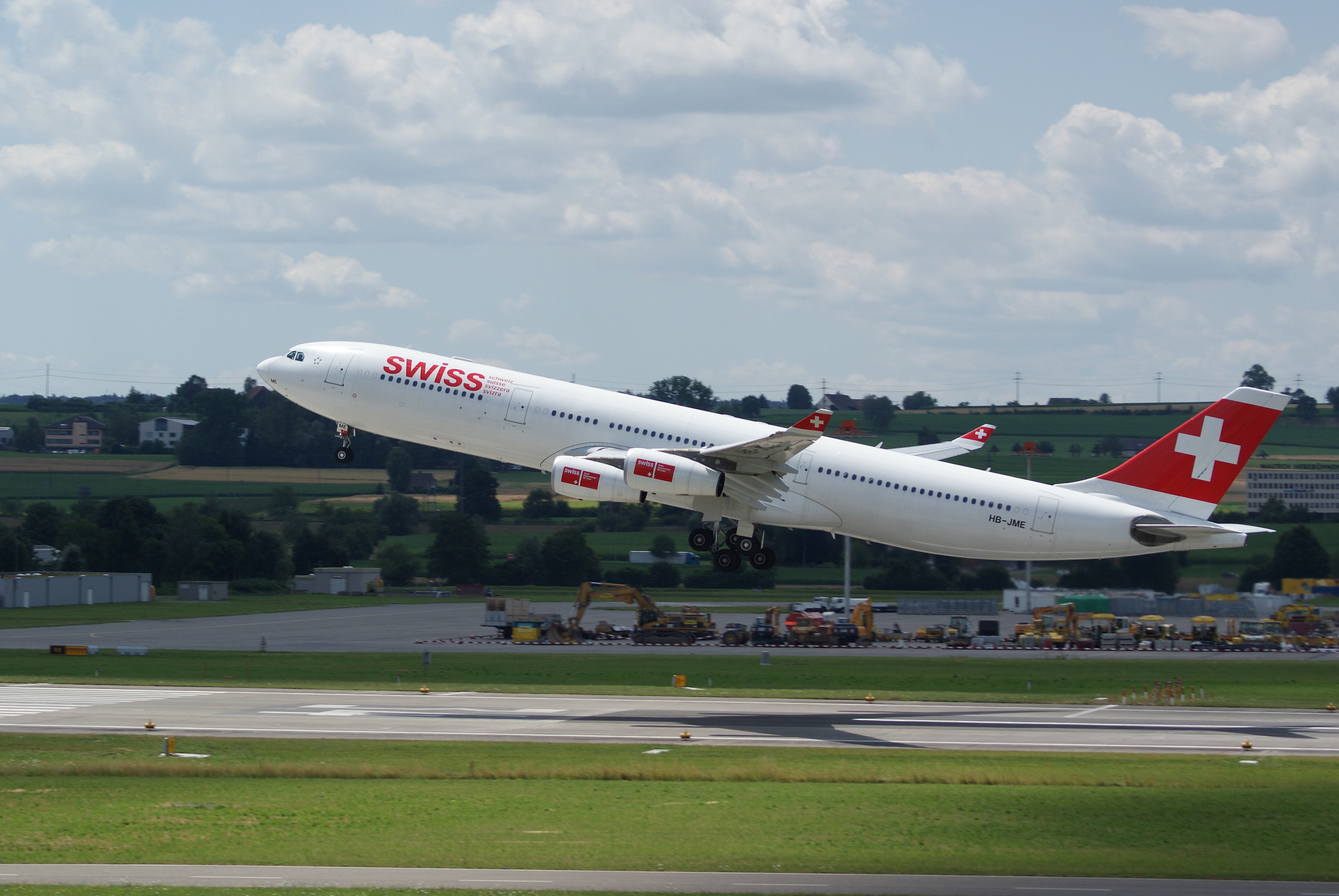
瑞士航空的A340客機。

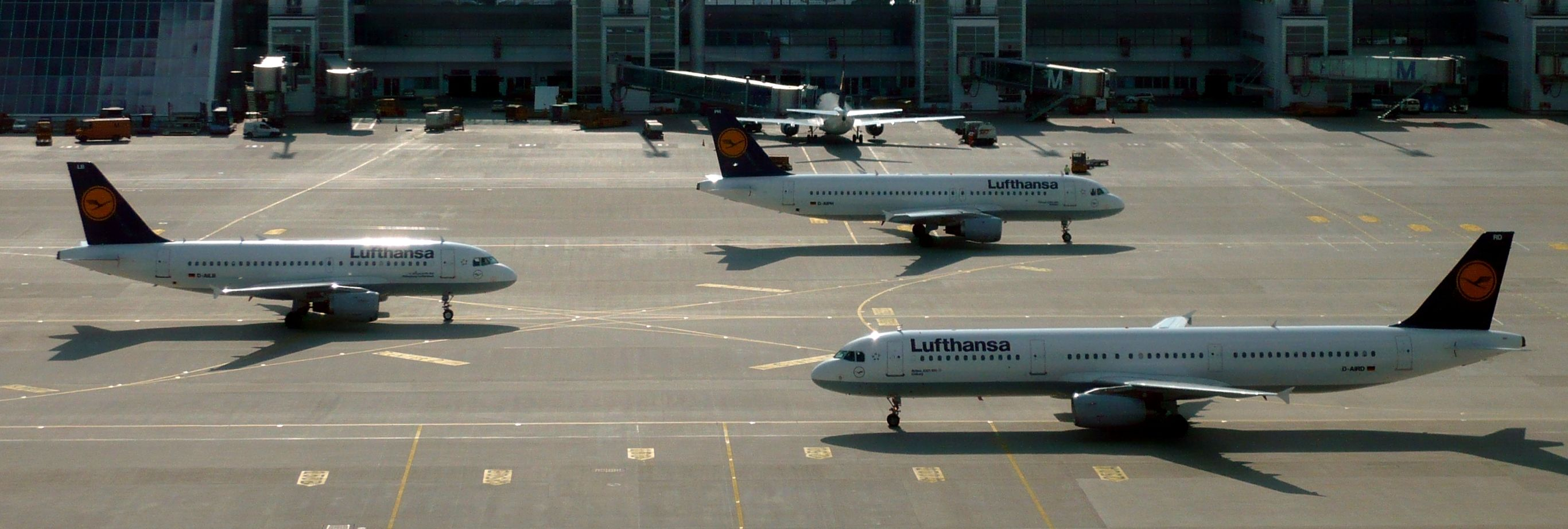
漢莎航空的A319、A320同A321。

在1987年巴黎航展上面，空中巴士工業的時任董事長讓·皮爾遜（Jean Pierson）正式為A330同A340揭幕。揭幕當日，空中巴士工業就收到了來自漢莎航空的希望訂購15架A340的意向書（但並未正式下單）。1989年12月14號，法國內陸航空（Air Inter）向空中巴士工業訂購了14架A330，附帶再訂購14架的優先權，成為A330的客戶。1993年1月，第一架量產型A340投入服務，同一年12月，第一架量產型A330投入服務，而且第一次安裝了罗尔斯·罗伊斯（而不是通用電氣或者普惠）的瑞達700（Trent 700）引擎。
同樣在1987年，空中巴士工業提出了A320的一種改型：在不改變總體設計的前提下縮短機身，預計載客量為180人到220人（後來調整為120人左右），以擴充日益壯大的A320系列，但又不需要A330同A340的研究人員分心。這個最後耗資8億4千萬的計劃，是空中巴士工業第一個不靠政府撥款，而僅靠企業集資供款的計劃。1988年4月，計劃立項。1993年3月，第一架原型機出廠，幾個月之後在德國漢堡正式投入量產，並且改名為A319。1995年8月25日，第一架量產型A319投入服務。後來空中巴士工業在1999年推出的第一款公務機A319CJ，就是以A319為基礎的。90年代後期，空中巴士工業再推出一款A320的短程改型A318。

### 1999~2001：黃金時代
20世紀90年代後期，隨著經濟逐漸復甦，飛機訂貨量開始回升，而空中巴士工業作為幾間製造商結盟的產物，出貨量已經不足以跟上訂單湧入的速度。由於空中巴士工業屬下的製造商分佈在4個國家，因而導致勞工成本高、決策速度慢、研究進度難協調等問題，還要面對製造商所在國家之間的競爭。由於空中巴士工業僅僅是一個同盟，因此各個製造商依然各自負責各自的投資和管理，空中巴士工業無權過問。另一方面，航空公司需要新型客機，但是空中巴士工業分散在歐洲各地的資源，令空中巴士工業很難向客戶作出任何保證。
為了精簡公司結構、減低營運成本、並保持和波音競爭的實力，1996年，空中巴士工業董事局提出：把空中巴士工業從一個簡單的同盟改組成一個真正意義上的上市公司，並且希望在1999年改組完成。重組之後，每年預計可以節省10億運作成本。1998年12月，英國宇航和德國戴姆勒－奔馳航太開始商討合併的事項。但是，法國宇航由於怕被英國宇航和奔馳航太在空中巴士工業重組後得到太多投票權，令自己處於劣勢地位，所以堅決反對重組。1999年1月，英國宇航放棄了和奔馳航太合併的計劃，改為從通用電氣手頭上收購了馬可尼電子系統公司，改組為英國航太系統。參與空中巴士工業的國家的工業部長對空中巴士工業缺乏實際行動十分不滿，並威脅：如果空中巴士工業再不改組的話，就會終止撥款。剛剛好法國宇航決定進行私有化、並且同馬特拉高科技合併成法國宇航－馬特拉（Aerospatiale-Matra），為空中巴士工業改組提供了條件。
2001年，空中巴士工業正式從公司結盟改組為單一實體公司，並且改名為「空中巴士」（刪去名稱中的「工業」一詞）。空中巴士的股份，80%由法國宇航、奔馳宇航以及西班牙航空製造共同組建的歐洲航空防務與太空公司（EADS）擁有，剩下的20%就由英國宇航系統擁有。新的空中巴士公司將總部從巴黎搬了去圖盧斯郊外的圖盧茲機場。諾埃爾·福雅爾被任命為空中巴士工業改組之後的首任總裁。有了這個全新的公司結構，空中巴士終於可以開始專心研發一種足以和當時唯一的巨無霸客機——波音747競爭的機型：空中巴士A380。

### 2002~2007：遇上困難

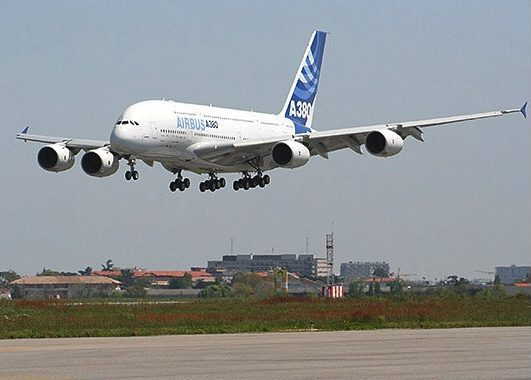
2005年空中巴士A380首次試飛。

早在20世紀80年代，空中巴士工業就有意進軍超大飛機市場，並且打破波音747獨霸天下的局面。第一份超大飛機草圖在1988年出爐，但是到了1995年，超大飛機都還沒在空中巴士工業成功立項，只是得到了「A3XX計劃」的名稱。2000年12月19號，在歐洲航空防務與太空公司成立了不久之後，空中巴士工業董事局正式為A3XX計劃立了項，並且將其改名為A380。立項的時候，已經有6間航空公司向空中巴士工業發出了55架A380的訂單。A380在2001年定型，然後在2002年開始製造原型機。2005年1月18號，A380原型機第一次公開展示，4月27號，原型機第一次試飛。在兩年的試飛期之內，空中巴士製造了5架不同配置的原型機，其中兩種配置，A380-841同埋A380-842，分別在2006年12月12日同2007年12月14日獲得了歐洲航空安全局同美國聯邦航空管理局的適航證書。
但是，一件意想不到的事打亂了空中巴士的大計劃。和其他空客民航飛機一樣，A380是先由歐洲各地的製造廠製造機身各個部份，然後再把機身部份運到圖盧茲最後總裝的。但是當第一批A380的乘客艙在漢堡出廠，運到圖盧茲準備最後總裝的時候，工作人員發現：有些電纜竟然短得接不上其他部分的電纜。空中巴士把這次意外歸咎於A380系統的複雜性，但是同時又表示航空公司要求的個性化改裝亦都是一個原因。另外，電腦技術不協調也是一個原因：雖然空中巴士統一用達梭航空開發的CATIA設計軟件，但是在英國和法國的設計師已經在用第5代CATIA的時候，德國和西班牙的設計師還在用第4代CATIA。還有，電纜配置是後期才加入電腦模型的，但是當時設計師們還在學習用CATIA軟件。由於以上原因，第一架A380的交貨時間推遲了3次：2005年宣佈推遲6個月、2006年7月再宣佈推遲6到7個月。兩次推遲交貨導致母公司歐洲航空防務與太空公司的股價大跌26%，無奈之下總裁諾埃爾·福雅爾、董事長古斯塔夫·洪貝特（Gustav Humbert）以及工程事務副總裁夏爾·尚皮翁（Charles Champion）先後引咎辭職，黯然落臺。2006年10月，歐洲航空防務與太空公司宣佈將交貨時間再推遲到2007年10月，並且預計產量將會下跌。
這18個月的三次推遲交貨，對空中巴士造成沉重打擊，損失超過48億歐元，需要在2006年收到420架A380的訂單才能夠轉虧為盈 。2006年到2010年期間，空中巴士由於推遲交貨而造成的資金短缺達到63億歐元。屋漏偏逢連夜雨，許多訂購了A380的航空公司要求空中巴士賠償推遲交貨造成的損失，例如阿聯酋航空最後就獲得了1億1千萬歐元賠償。
這次意外凸顯了空中巴士，以至歐洲航空防務與太空公司公司內部溝通，還有不同廠區之間溝通的困難。如果溝通順暢的話，在第一批A380機身在漢堡出廠之前，就應該有人發現電纜不夠長。為了彌補A380三次推遲交貨造成的損失，空中巴士在公司內部進行了大規模的技術升級：首先將在德國和西班牙的CATIA設計軟件升級到英國和法國用的版本，然後調派2000名德國工人去到圖盧茲，用手將頭一批26架A380的電纜全部拆下來重新安裝，同時要漢堡廠區的工人加班趕工，以追上A380的出貨速度。

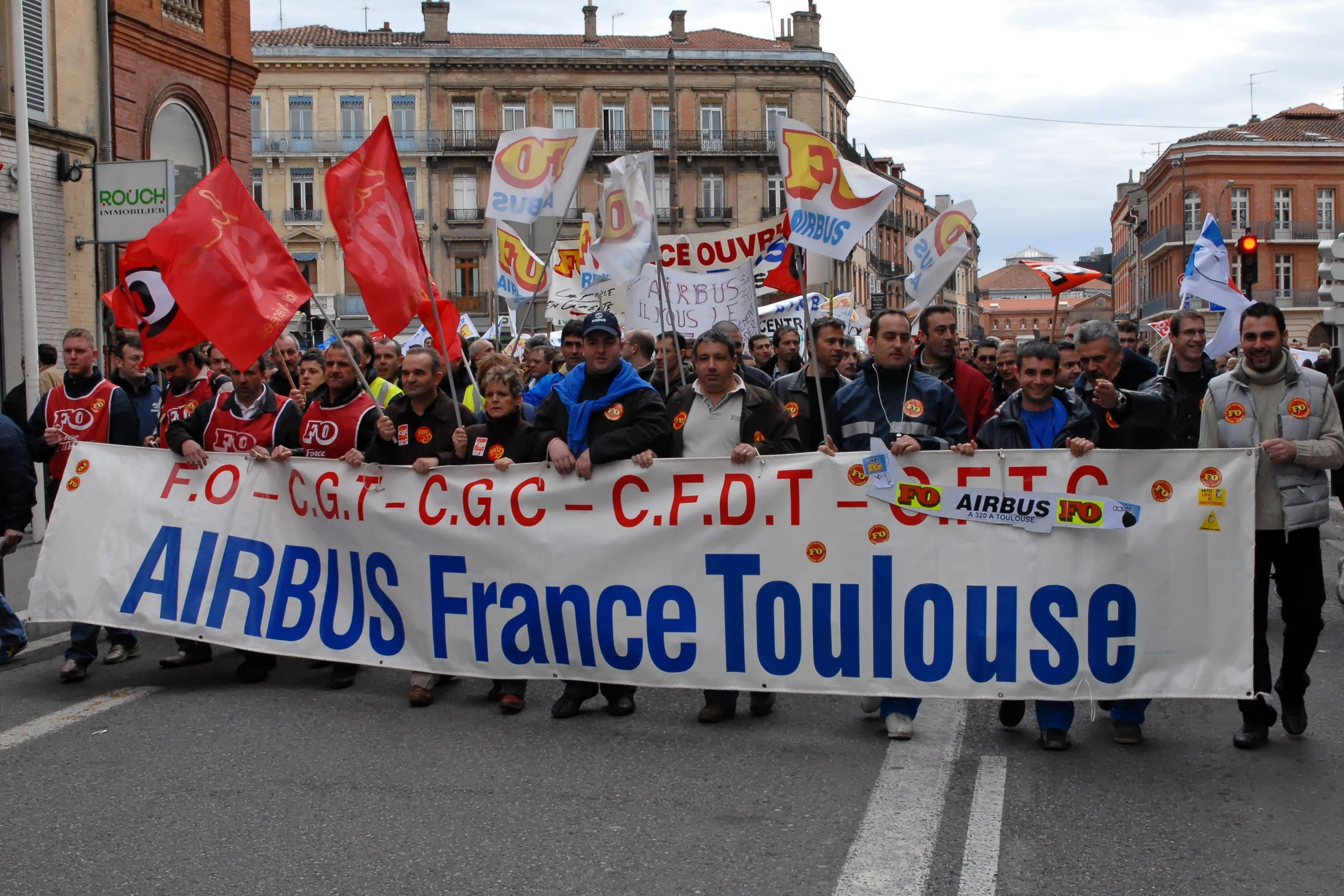
凡是大規模裁員總要面對強大的反對聲浪。2007年3月6日，法國總工會（CGT）、法國工人力量（FO）、法國工人民主聯合會（CFDT）和法國基督教工人聯合會（CFTC）在圖盧茲聯合發起示威，反對空中巴士為了縮減開支而大規模裁員。

另外，空中巴士管理層的內部不和，尤其是法德兩國的競爭關係導致的內部不和，在這次意外裏也暴露無遺。因此，歐洲航空防務與太空公司和空中巴士決定再次重組，並且建立一個跨國領導機構，直接領導空中巴士，並且連續推出了3個重組方案：「Power8」、「Power8 Plus」以及「未來EADS」（Future EADS）。
「Power8」方案由空中巴士前執行總裁克里斯提安·施特萊夫（Christian Streiff）策劃，由後來接任施特萊夫的路易·加路瓦（Louis Gallois）在2007年2月8日公佈，旨在減少行政支出、增加資金流動以及加快飛機研發進度。歐洲航空防務與太空公司會裁員10000人（其中空中巴士要裁員7900人）並出售幾間工廠；預計可以節省25億歐元，並且帶來100億歐元現金進賬。。
在2008年9月推出的「Power8 Plus」計劃，是歐洲航空防務與太空公司把這次重組推行到其他子公司的計劃。目標是在2012年之前每年為空中巴士省下6億5000萬歐元、為歐洲航空防務與太空公司省下3億5000萬歐元。計劃的重點，是將一部份廠房由歐洲轉移到美元區或者其他勞工成本比歐洲低的地區，例如中國和突尼斯。
「未來EADS」計劃在進一步緊縮之餘，把重點放在結構性重組上，目標是將歐洲各地的廠房進一步一體化，提昇通訊效率 ；另外還要出售幾間廠房。歐洲航空防務與太空公司原計劃出售以下6間廠房：英國費爾頓（Filton）、德國諾登哈姆（Nordenham）、德國法勒尔（Varel）、德國勞普海姆（Laupheim）、法國梅欧尔特（Méaulte）同法國聖納澤爾（Saint-Nazaire）。但是，法國拉泰科埃爾飛機製造廠（Latécoère）競投法國梅歐特和聖納澤爾兩間廠房失敗之後，歐洲航空防務與太空公司改變了計劃，同拉泰科埃爾飛機製造廠為空中巴士建立了一間專門生產機身結構框架的子公司——Aérolia。至於生產機艙襯板、機組休息室和通風管道的德國勞普海姆廠房，就在2008年售予德國迪尔BGT防务公司（Diehls BGT Defence）。
與此同時，歐洲航空防務與太空公司將西班牙航空製造公司屬下的軍用運輸機部門撥歸空中巴士管理，並且成立了一間子公司「空中巴士軍機」（Airbus Military）。

### 2008~2020：起死回生

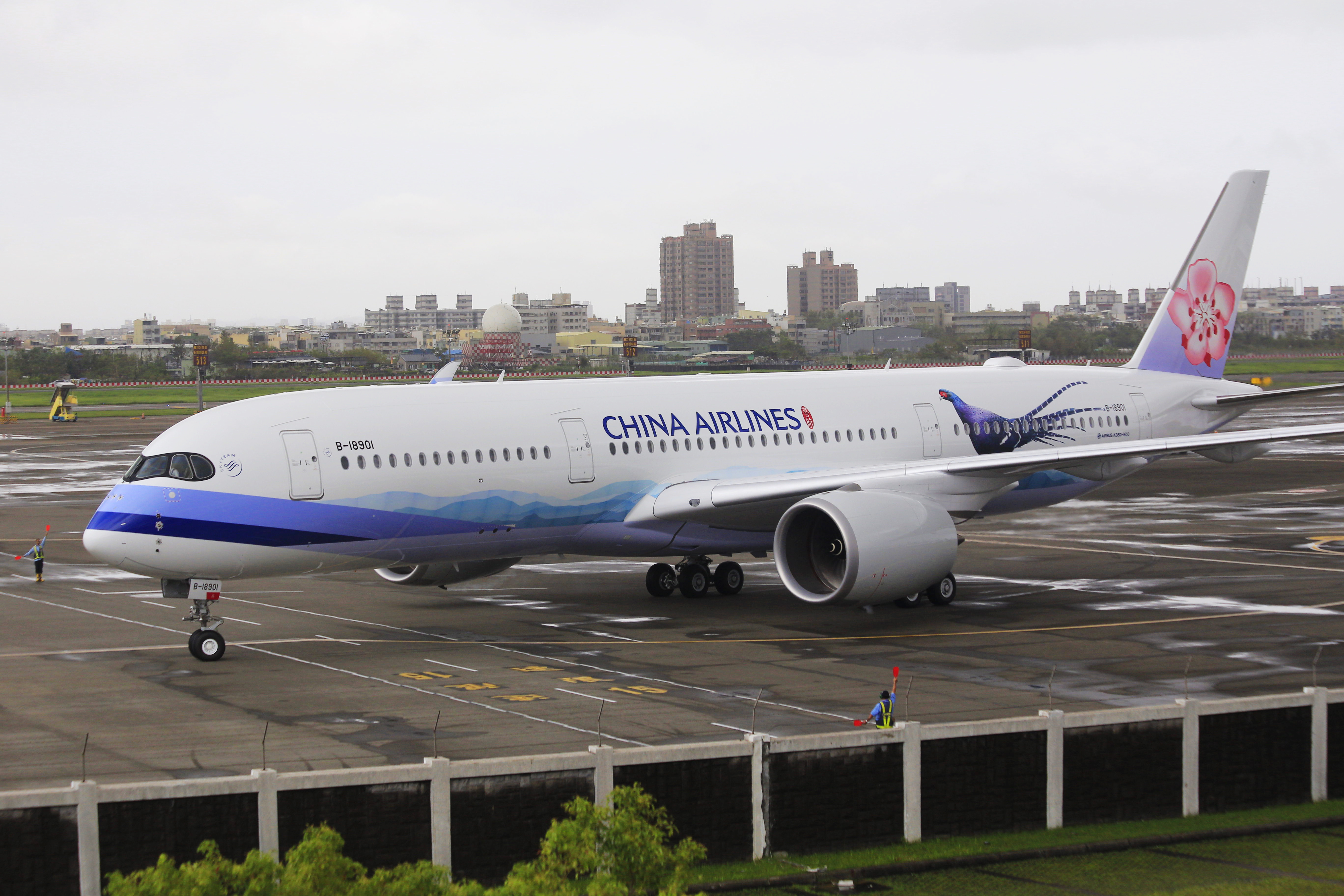
中華航空的A350-900XWB帝雉號彩繪機。

2003年，波音公司公佈了波音7E7計劃（後來演變成波音787「夢幻客機」）。空中巴士一開始認為波音7E7是應對A330的機型，但是在航空公司的壓力之下，空中巴士改變思維，在2004年9月開始著手設計一種應對波音787的新機型。时任空中巴士首席执行官諾埃爾·福雅爾在2004年9月的一次訪問當中，已經暗示空中巴士會推出新機型；到了10月，他更在新機型正式立項之前就宣佈：空中巴士將預留20到30億美元用作研發經費，新客機會在2008年中段試飛。第一代A350以A340-500作為基礎，但是會裝配新引擎，以及重新設計過，以複合材料製造的機翼。2004年12月10日，歐洲航空防務與太空公司同英國航太系統批准A350立項，空中巴士隨即聯合幾間航空公司開始做市場研究。2005年6月，空中巴士董事局贊成研發新機型，令到A350可以在2005年10月6號正式立項。但是，由於第一代A350同A330太相似，有可能同A330自相殘殺，甚至連帶影響A340的後續研發。最後有一共9間航空公司買了140架第一代A350，但是收到的批評也不少。

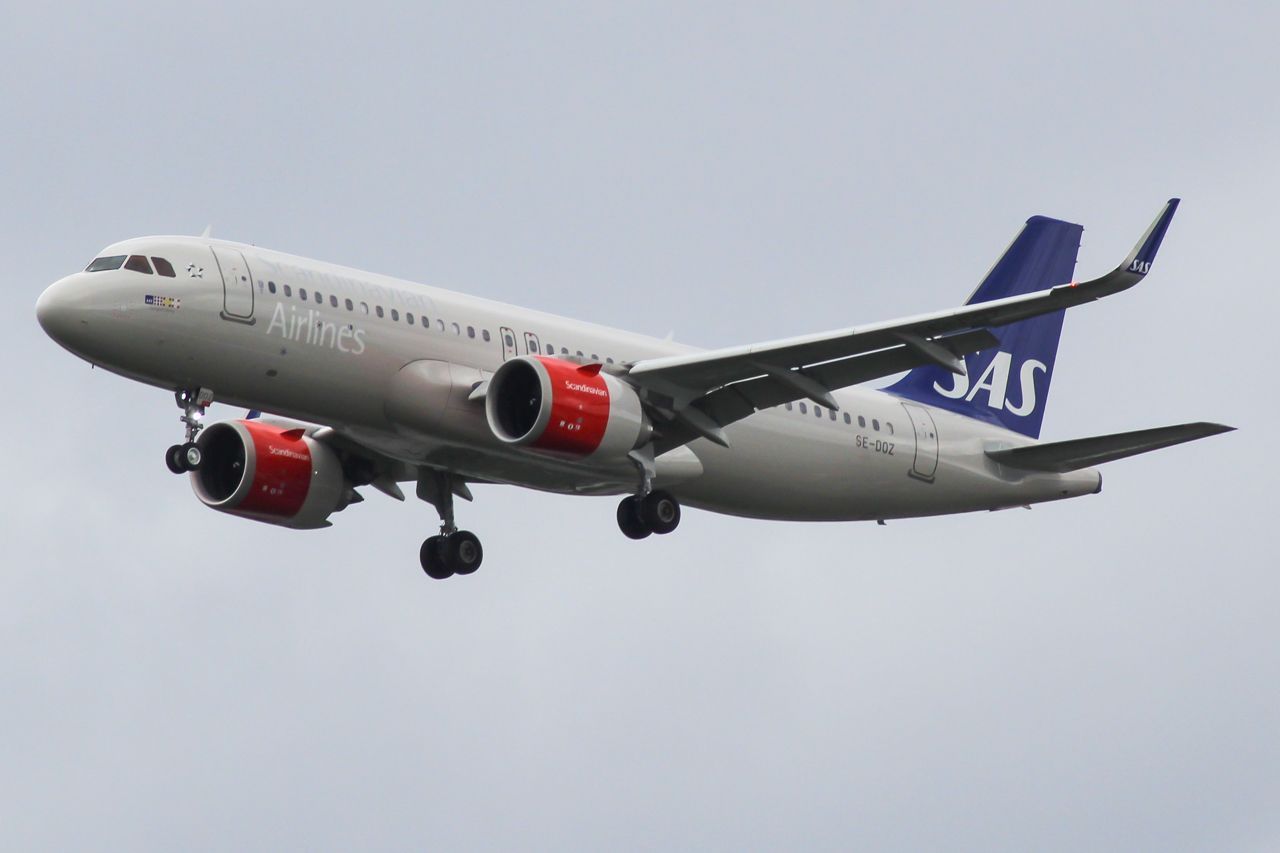
北歐航空的A320neo。

有見及此，空中巴士在2006年范堡羅航展提出了A350的改型：A350XWB。A350XWB的機身比A350大10%，而且使用更多複合材料來製造，足以對波音787造成威脅。A350XWB的研發預算由最初的35億飆升到最後的95億，但是A350XWB的350人的載客量，還有18000公里的航程，令航空公司刮目相看。2009年12月，空中巴士開始製造第一架用於測試的XWB原型機的A350XWB，2012年4月開始總裝。2013年6月14號10點到14點，A350XWB第一次試飛，平安著陸。
2011年1月，空中巴士提出了A320的現代化改型：A320neo，2015年投入服務。引擎可以選擇普惠的PW1000G引擎或者CFM國際的LEAP-X引擎。另外，A320neo也重新設計了A320的翼尖小翼。根據空中巴士公佈的數據，A320neo的耗油量比A320少接近兩成，也就是說航程增加950公里或者多運載兩噸貨物。在2011年巴黎航展上，空中巴士宣佈已經收到667架A320neo的訂單，預計收入達到6090億歐元。2012年A320neo的總訂貨量達到了1425架，令A320neo成為上市前訂貨量最多的同類機型。
2019年，空中巴士的主要競爭對手波音由於受到波音737 MAX停飛事件影響而導致訂單與生產量大規模下滑，與此同時，空中巴士在同一年的總產量正式超越波音成為全球第一大飛機製造商。

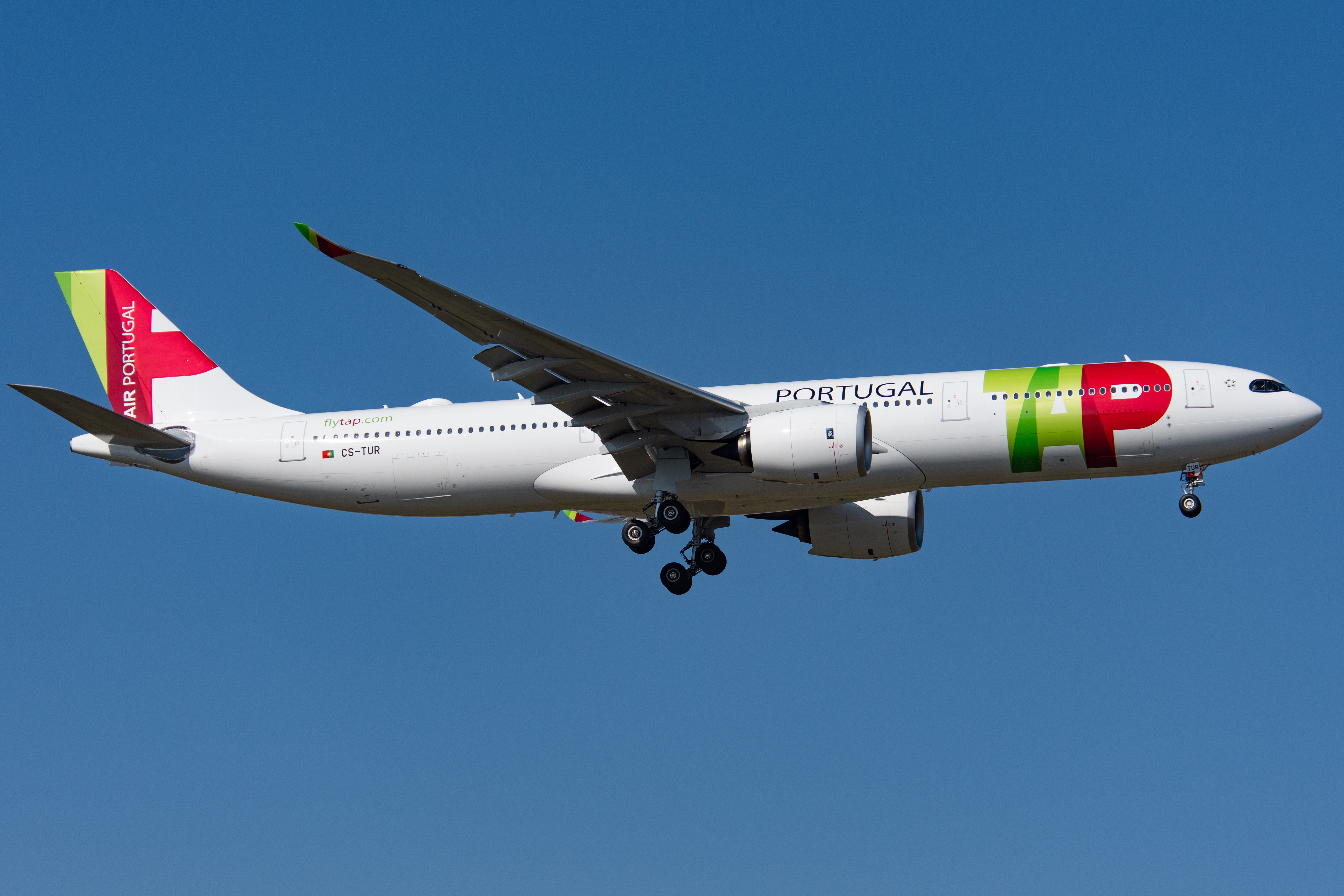
葡萄牙航空是A330neo的啟動客戶。

2014年，空中巴士提出了A330的現代化改型：A330neo。A330neo沿用了A330的機身，但採用根據A350XWB重新設計的翼尖小翼。

### 2020~至今：疫情空客
2020年，由於2019冠狀病毒病疫情在全球爆發，而各個國家的防疫隔離政策這也導致波音與空巴被迫關閉各總裝廠並暫停交付飛機。與此同時，受大量航空公司被迫暫停客運服務或停止運營影響，波音與空巴均失去大量客運飛機訂單。2021年，空中巴士宣佈去年虧損5.1億歐元。
所幸，由於波音737 MAX的停飛事件和疫情後的供應鏈危機以及波音777X因引擎問題延遲交付和波音787雷達罩品質問題接二連三對波音造成重創，大量航空公司仍然選擇轉而向空中巴士購買新客機，使得空中巴士銷量幾乎沒受到太多影響，因疫情導致的經濟危機也在2021年就迅速得到緩解。2021年，空巴共計盈利53.4億歐元，2022年亦盈利42.47億歐元。2023年盈利達到58億元新高，預計下年度可挑戰70億歐元，不過空中巴士表示全年交機量維持800架左右不變，生產將維持全速平穩

## 民航产品

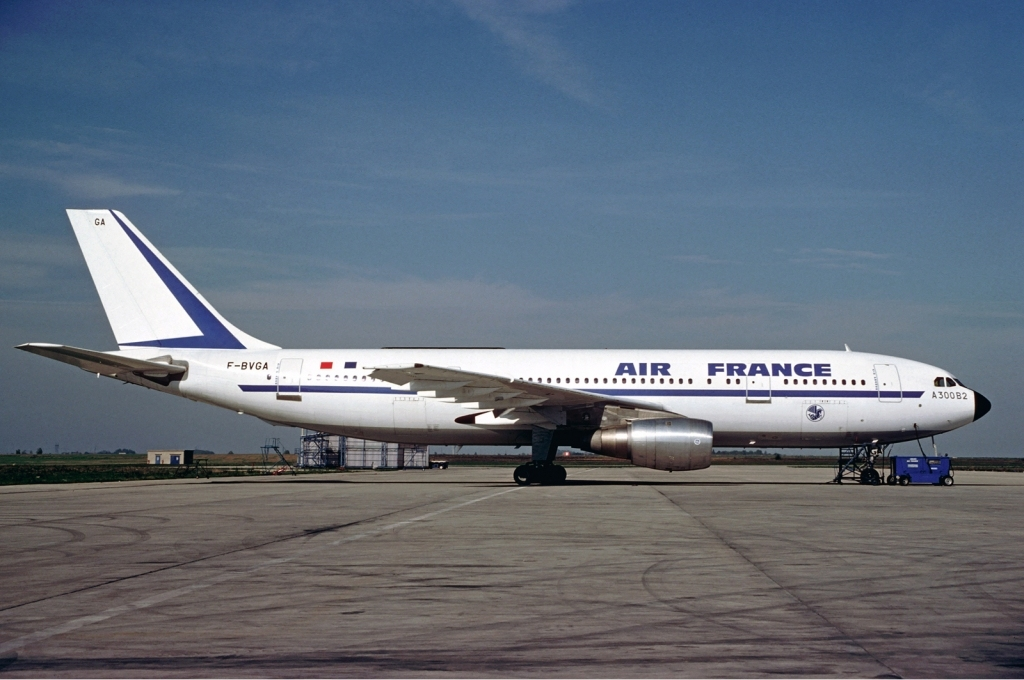
一架舊塗裝的法航A300B2，1976年時攝於巴黎戴高樂機場。A300B2是空中巴士集團第一款量產化的產品，而法航則是該機種的啟始客戶。

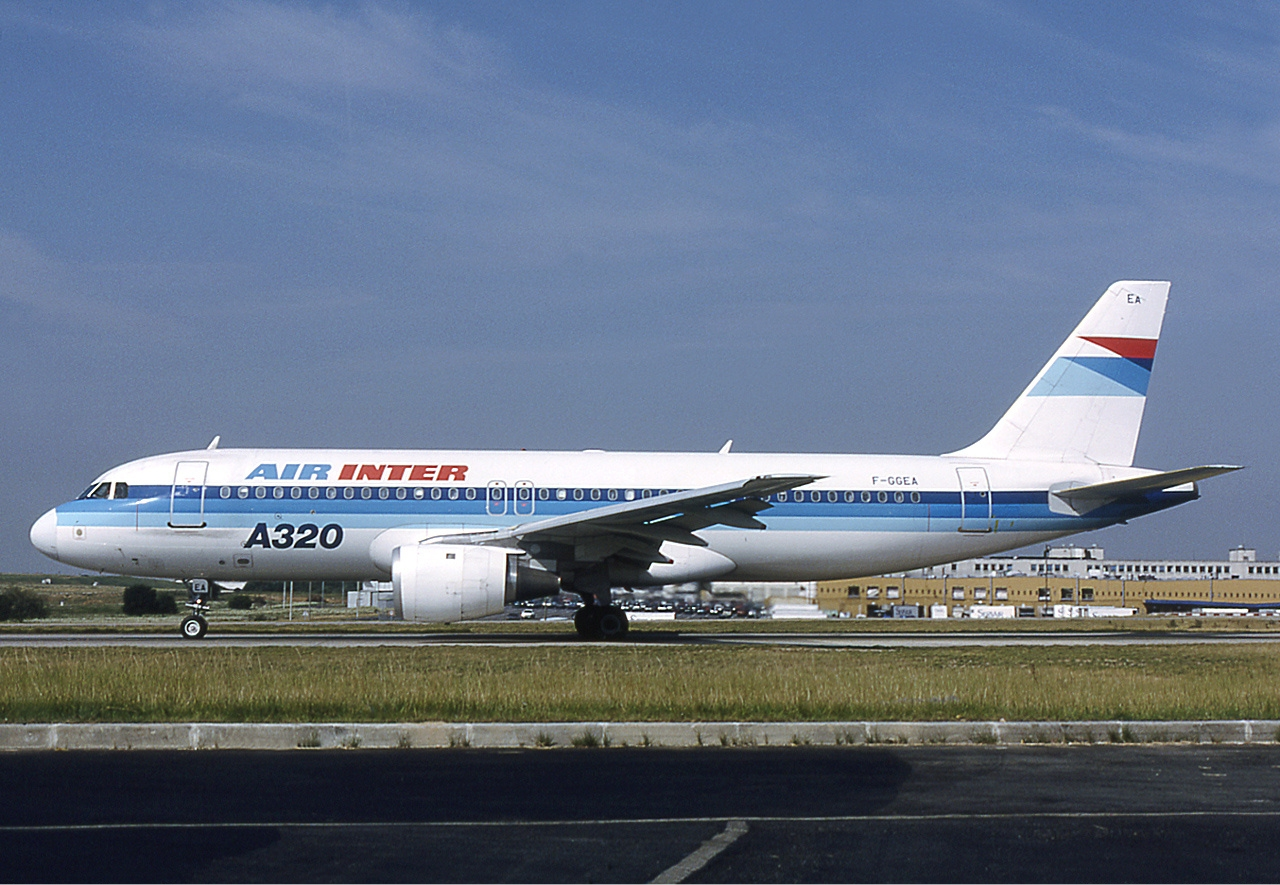
已被法航收購的因特航空旗下之A320-111。A320家族是空中巴士旗下訂單數量最大的暢銷機種，因特航空為其起始客戶。

一架塞舌尔航空的A330-200

空中巴士的生产线是从A300型号开始的，它是世界上第一个双通道、双引擎的飞机，比A300更短的变型被称为A310。空中巴士在A320型号上应用了创新的电传操纵（fly-by-wire）控制系统。A320获得了巨大的商业成功。
| 飛機 | 描述                           | 座位    | 最高載客量 | 首飛       | 停產                     |
| ---- | ------------------------------ | ------- | ---------- | ---------- | ------------------------ |
| A220 | 雙引擎，單走道，原龐巴迪C系列  | 100-150 | 135-160    | 2013-09-16 |                          |
| A300 | 雙引擎，雙走道                 | 228–254 | 361        | 1972-10-28 | 2007-03-27 （生產561架） |
| A310 | 雙引擎，雙走道，縮短版的A300   | 187     | 279        | 1982-04-03 | 2007-03-27 （生產255架） |
| A318 | 雙引擎，單走道，比A320短6.17米 | 107     | 132        | 2002-01-15 | 2013 （生產80架）        |
| A319 | 雙引擎，單走道，比A320短3.77米 | 110-150 | 156-160    | 1995-08-25 |                          |
| A320 | 雙引擎，單走道                 | 140-180 | 180-194    | 1987-02-22 |                          |
| A321 | 雙引擎，單走道，比A320長6.94米 | 170-220 | 220-244    | 1993-03-11 |                          |
| A330 | 雙引擎，雙走道                 | 210-303 | 406-465    | 1992-11-02 |                          |
| A340 | 四引擎，雙走道                 | 239-380 | 380-440    | 1991-10-25 | 2011-11-10 （生產377架） |
| A350 | 雙引擎，雙走道                 | 332-400 | 440-480    | 2013-06-14 |                          |
| A380 | 四引擎，雙走道，雙層           | 555     | 853        | 2005-04-27 | 2021-12-16 （生產251架） |

### 訂單及交付量
| 飛機    | 訂單   | 已交付 | 營運中 | 未交付 |
| ------- | ------ | ------ | ------ | ------ |
| A220    | 904    | 418    | 418    | 486    |
| A300    | 561    | 561    | 209    | —      |
| A310    | 255    | 255    | 48     | —      |
| A320ceo | 8,106  | 8,100  | 7,138  | 6      |
| A320neo | 11,128 | 3,954  | 3,953  | 7,174  |
| A330    | 1,863  | 1,632  | 1,464  | 231    |
| A340    | 377    | 377    | 188    | —      |
| A350    | 1,391  | 658    | 657    | 733    |
| A380    | 251    | 251    | 219    | —      |

未交付訂單截至2025年5月31日。

### 特殊貨機
- 大白鯨（A300B4-600ST），由A300B4-600F改造而成。
- 大白鲸XL（A330-700L）：由A330改造而成，用于取代A300-600ST。
- 超級彩虹魚（Super Guppy），由波音377改造而成

## 军用产品

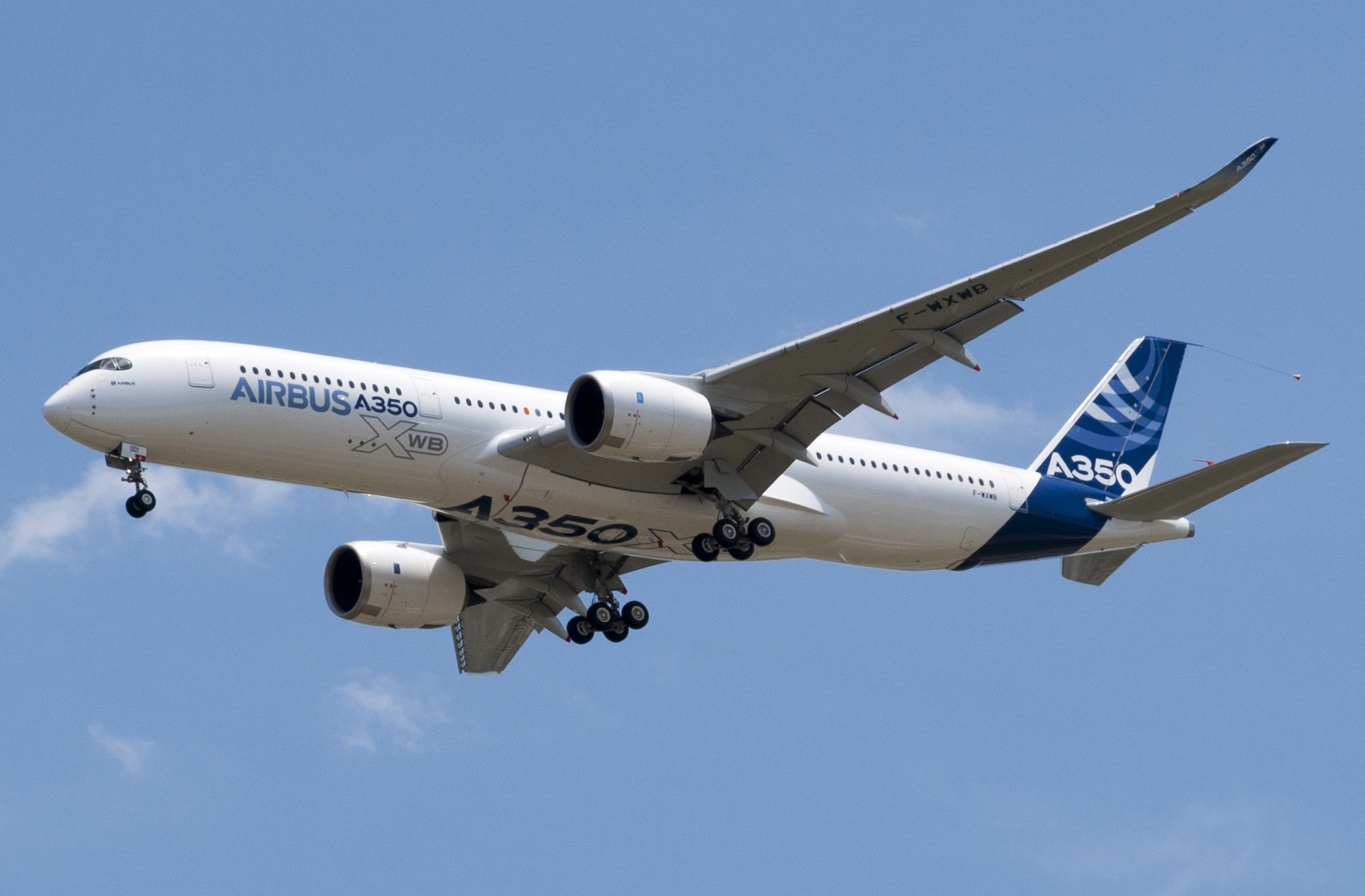
A350在图卢兹-布拉尼亚克机场

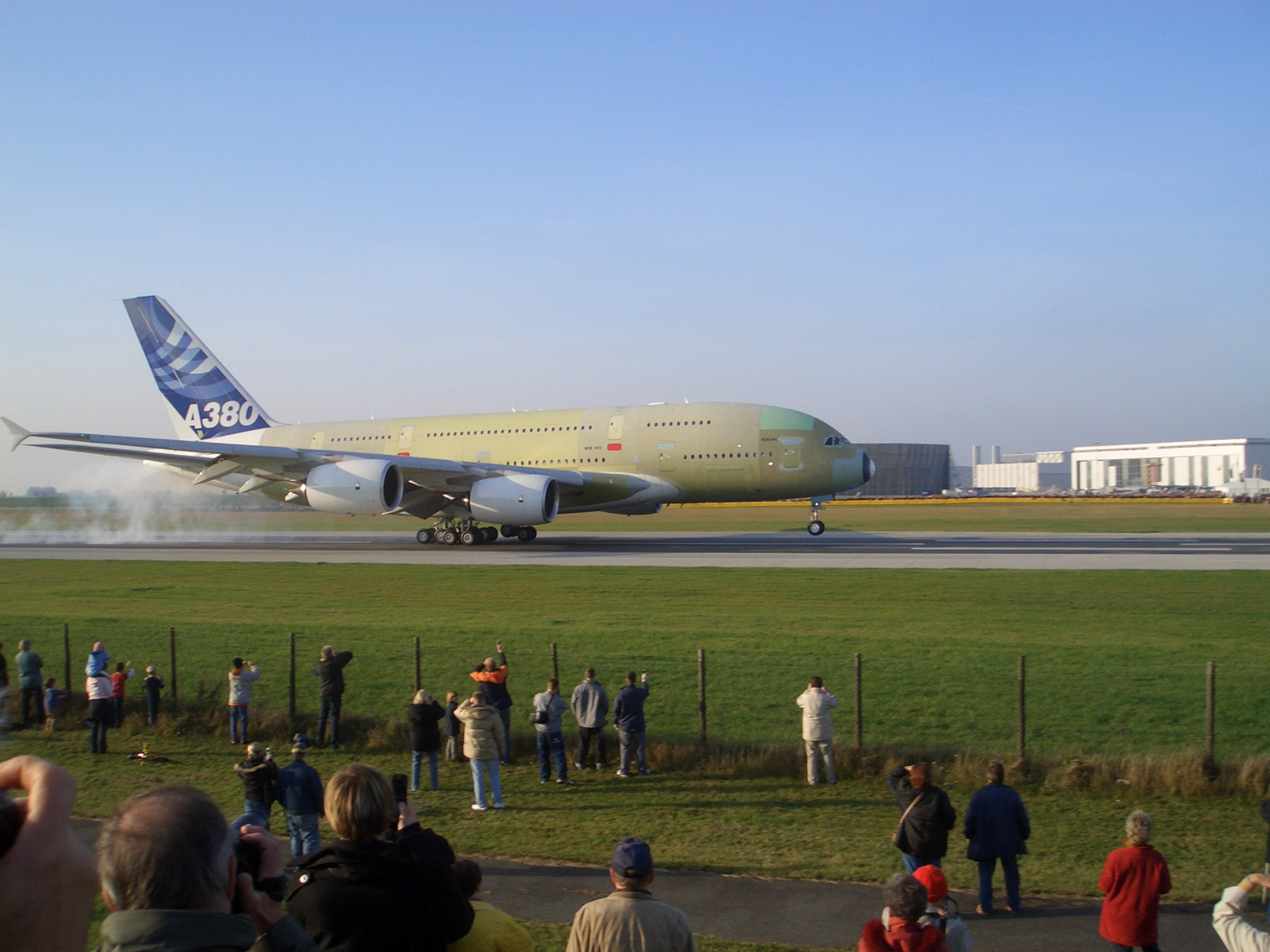
在漢堡－芬肯維德機場進行首次降落的A380原型機。

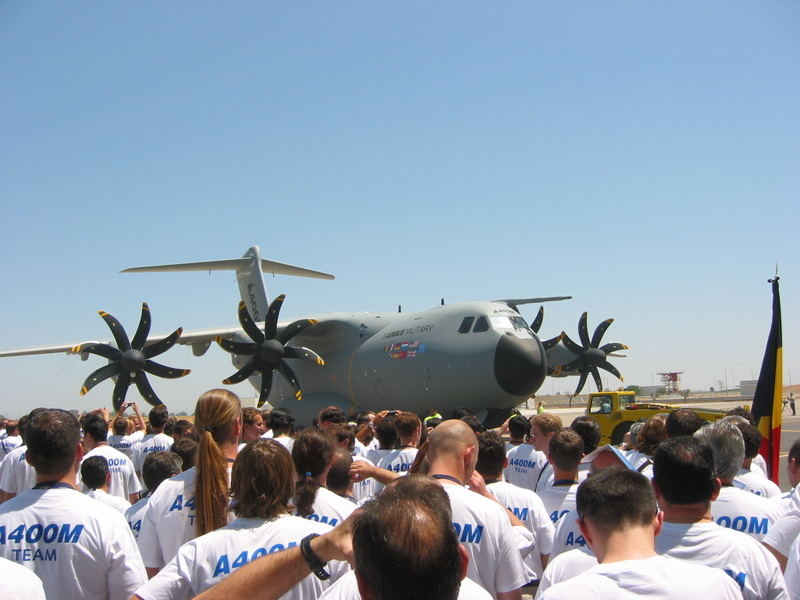
2008年6月26日在西班牙塞維亞進行全球首度亮相的A400M运输机

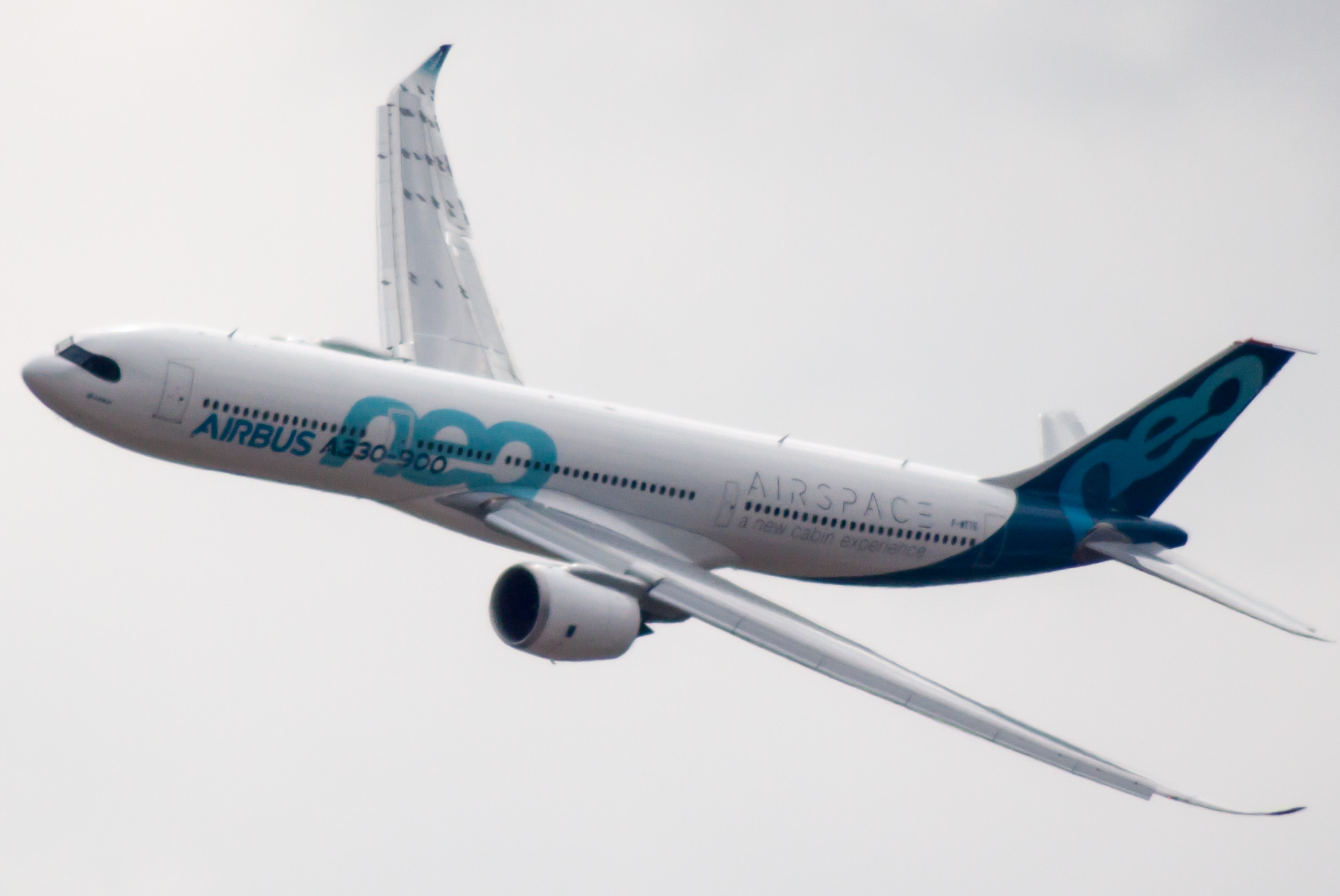
2018年7月12日在法茵堡航展上進行飛行展示的A330-900

於1973年，空中巴士曾一度考慮將A300發展為空中加油機，為該公司首次嘗試進入軍備市場，但不果。直至1990年代晚期，空中巴士才开始涉足军用产品的開發，具體的開發計劃包括A310 MRTT和A330 MRTT空中加油機，以及A400M軍用運輸機，是主要鎖定的两大发展领域。
1999年1月，空客设立了一家独立的公司——空中巴士軍事（Airbus Military），負責研发A400M运输机等军用飞机。A400M被作为一种替代外购的如乌克兰的安托諾夫An-124和美国的C-130運輸機，由几个北约成员国—比利时、法国、德国、卢森堡、西班牙、土耳其和英国共同研发。
2008年3月1日，空客和诺斯洛普·格鲁门公司宣布他们获得了来自美国空军方面的一份价值350亿美元的KC-X中長程加油機合同，以发展基于A330MRTT型的美国版的空中加油机KC-45A，这个决定曾招来波音公司强烈的抱怨。後來，KC-X計劃於同年9月被美國軍方推倒重來並重新招標，最後改由波音中標，並製成KC-46。
空中巴士國防與太空（Airbus Defence and Space）也持有歐洲戰機公司46%股份，該公司負責生產颱風戰鬥機。

## 与波音的竞争
空中巴士公司主要製造民用運輸機，由歐洲的法國、德國、英國和西班牙四國宇航公司共同組建。自1970年成立以來，逐漸成為波音公司的勁敵。波音在民用運輸機的市場額份不斷被空中巴士公司蠶食，在爭奪訂單的同時，兩家公司還不斷指控對方搞「不正當」競爭。波音指控四個國家的政府為空中巴士公司提供了大量的補貼，以及為購買空中巴士公司飛機的航空公司提供低息貸款，違反了世界貿易組織的有關規則；而空中巴士公司反過來指責波音及其承包商也獲得巨額政府補貼。從而引發了美國與歐盟政府之間貿易爭端。雙方高層管理人員也在利用各種場合進行口舌之戰。

### 两大公司订单与交付数的比较

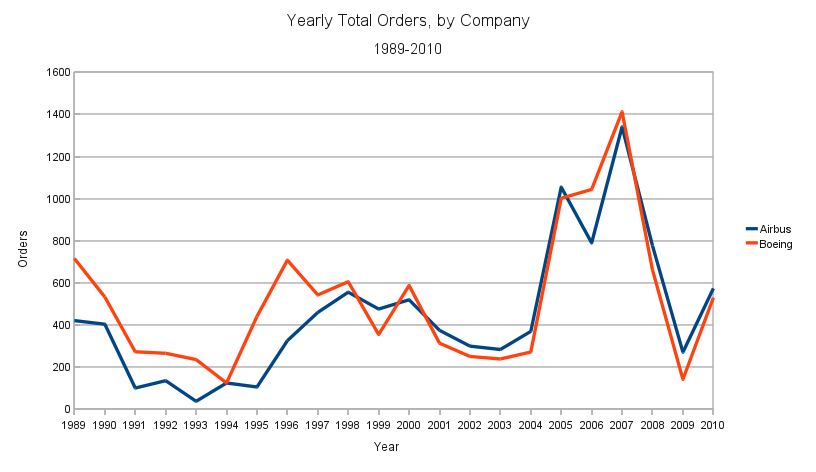
每年订单趋势图
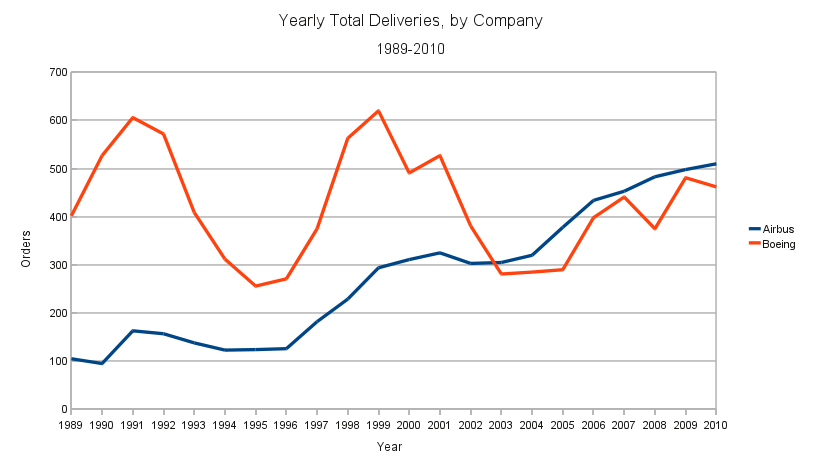
每年交付趋势图
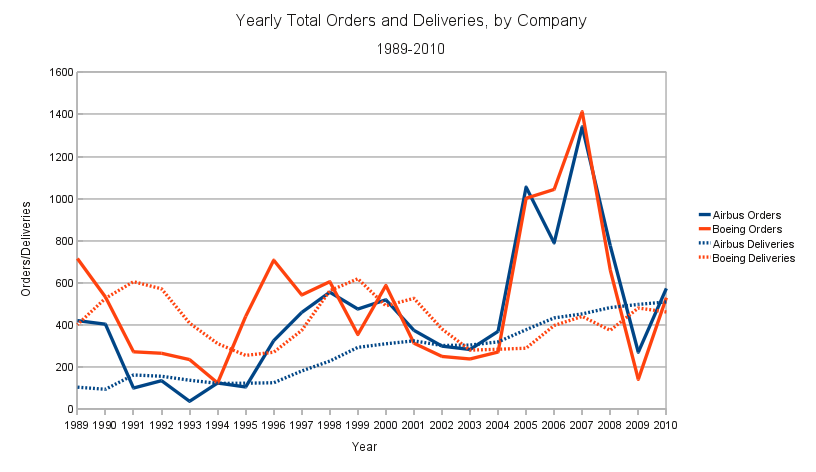
订单与交付重叠趋势图

| | 2016 上半年 | 2015 | 2014 | 2013 | 2012 | 2011 | 2010 | 2009 | 2008 | 2007 | 2006 | 2005 | 2004 | 2003 | 2002 | 2001 | 2000 | 1999 | 1998 | 1997 | 1996 | 1995 | 1994 | 1993 | 1992 | 1991 | 1990 | 1989 |
| 空客 | 183         |      |      |      | 90   | 574  | 271  | 777  | 1341 | 790  | 1055 | 370  | 284  | 300  | 375  | 520  | 476  | 556  | 460  | 326  | 106  | 125  | 38   | 136  | 101  | 404  | 421  | 421  |
| 波音 |             | 131  |      |      | 117  | 530  | 142  | 662  | 1413 | 1044 | 1002 | 272  | 239  | 251  | 314  | 588  | 355  | 606  | 543  | 708  | 441  | 125  | 236  | 266  | 273  | 533  | 716  | 716  |
| 空客2011的数据截止于4月30日 <http://www.airbus.com/company/market/orders-deliveries/ （页面存档备份，存于）> 波音2011的数据截止于5月10日<http://active.boeing.com/commercial/orders/index.cfm Archive.today的存檔，存档日期2012-05-25> |             |      |      |      |      |      |      |      |      |      |      |      |      |      |      |      |      |      |      |      |      |      |      |      |      |      |      |      |

| | 2012 | 2011 | 2010 | 2009 | 2008 | 2007 | 2006 | 2005 | 2004 | 2003 | 2002 | 2001 | 2000 | 1999 | 1998 | 1997 | 1996 | 1995 | 1994 | 1993 | 1992 | 1991 | 1990 | 1989 |
| 空客 | 588  | 534  | 510  | 498  | 483  | 453  | 434  | 378  | 320  | 305  | 303  | 325  | 311  | 294  | 229  | 182  | 126  | 124  | 123  | 138  | 157  | 163  | 95   | 105  |
| 波音 | 601  | 477  | 462  | 481  | 375  | 441  | 398  | 290  | 285  | 281  | 381  | 527  | 491  | 620  | 563  | 375  | 271  | 256  | 312  | 409  | 572  | 606  | 527  | 402  |
| 空客2011的数据截止于4月30日 <http://www.airbus.com/company/market/orders-deliveries/ （页面存档备份，存于）> 波音2011的数据截止于4月30日<http://active.boeing.com/commercial/orders/index.cfm?content=displaystandardreport.cfm&optReportType=CurYrDelv> |      |      |      |      |      |      |      |      |      |      |      |      |      |      |      |      |      |      |      |      |      |      |      |      |

- 每年订单趋势图
- 每年交付趋势图
- 订单与交付重叠趋势图

## 国际生产概况
空中客车設有多間装配厂，包括：

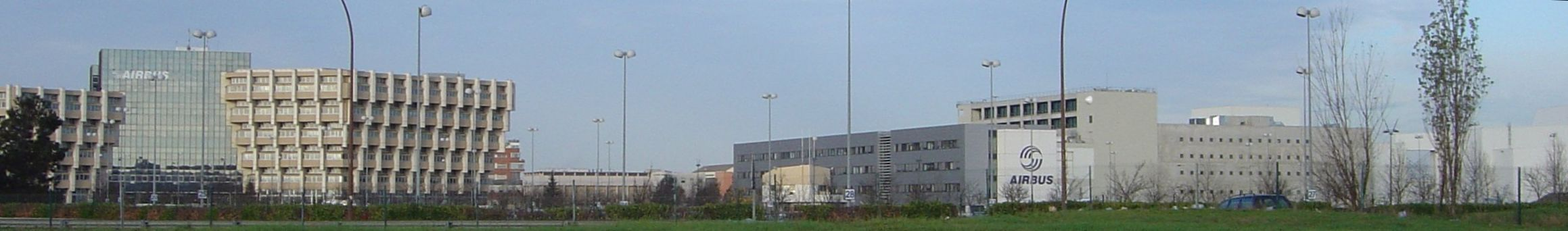
位于图卢兹机场旁边的空客制造厂

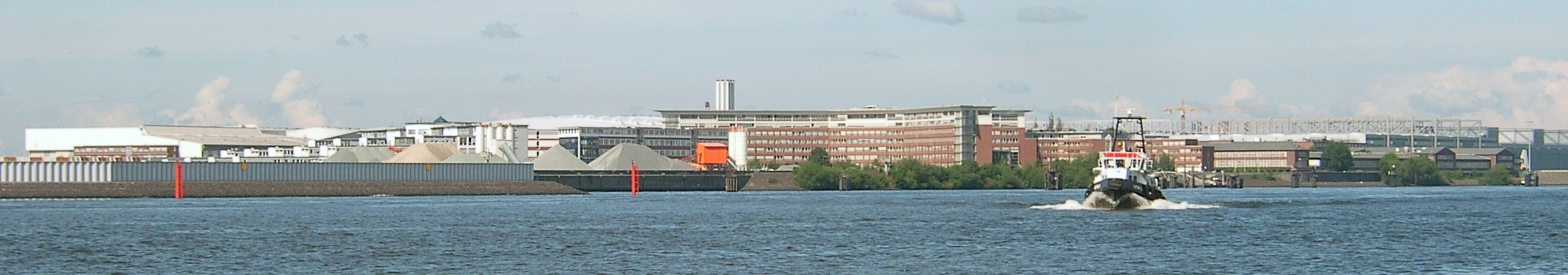
位于德国汉堡的制造厂

- 法国图卢兹： A320, A330, A350, A380
- 德国汉堡：A320
- 西班牙塞维利亚：A400M
- 中國天津：A320, A330, A350
- 美國莫比爾：A320, A220
- 加拿大蒙特利尔：A220
- 英國威爾斯：建造機翼

### A320系列飞机亚洲总装线（天津）
空客A320系列飞机总装线2006年6月确定选址天津滨海新区，2008年投产，主要生产A320系列飞机，第一架中国装配的A320已于2009年6月交付于四川航空。2015年-2017年，空中客车天津总装公司在天津自贸区内扩建，将新建厂房14万平方米。2016年，空客A320系列飞机天津总装线更名为空客A320系列飞机亚洲总装线。2018年11月1日，首架于天津总装厂装配的A330-300交付中国南方航空。至2021年第一季，A350 XWB在天津的生產線將會投產，首架製成的飛機同樣會交付予南航。2023年4月，宣布在天津建设第二条总装线。

### 莫比爾廠房
莫比爾廠房最初是為了競投美國空軍KC-X空中加油機計劃而設，以滿足「美國製造」的投標要求。雖然空中客车曾一度中標KC-X項目，但美軍最後決定重新招標，而原來用作生產空中客车A330 MRTT的廠房因而改建為A320系列飛機的第四條生產線。2017年，由於空中客车收購了空中客车A220項目，加上當時對加拿大製飛機徵收關稅的政策仍然生效（目前已撤銷），空中客车決定在莫比爾廠房設立A220的第二條生產線，以吸引美國客戶。

### 各国员工总数

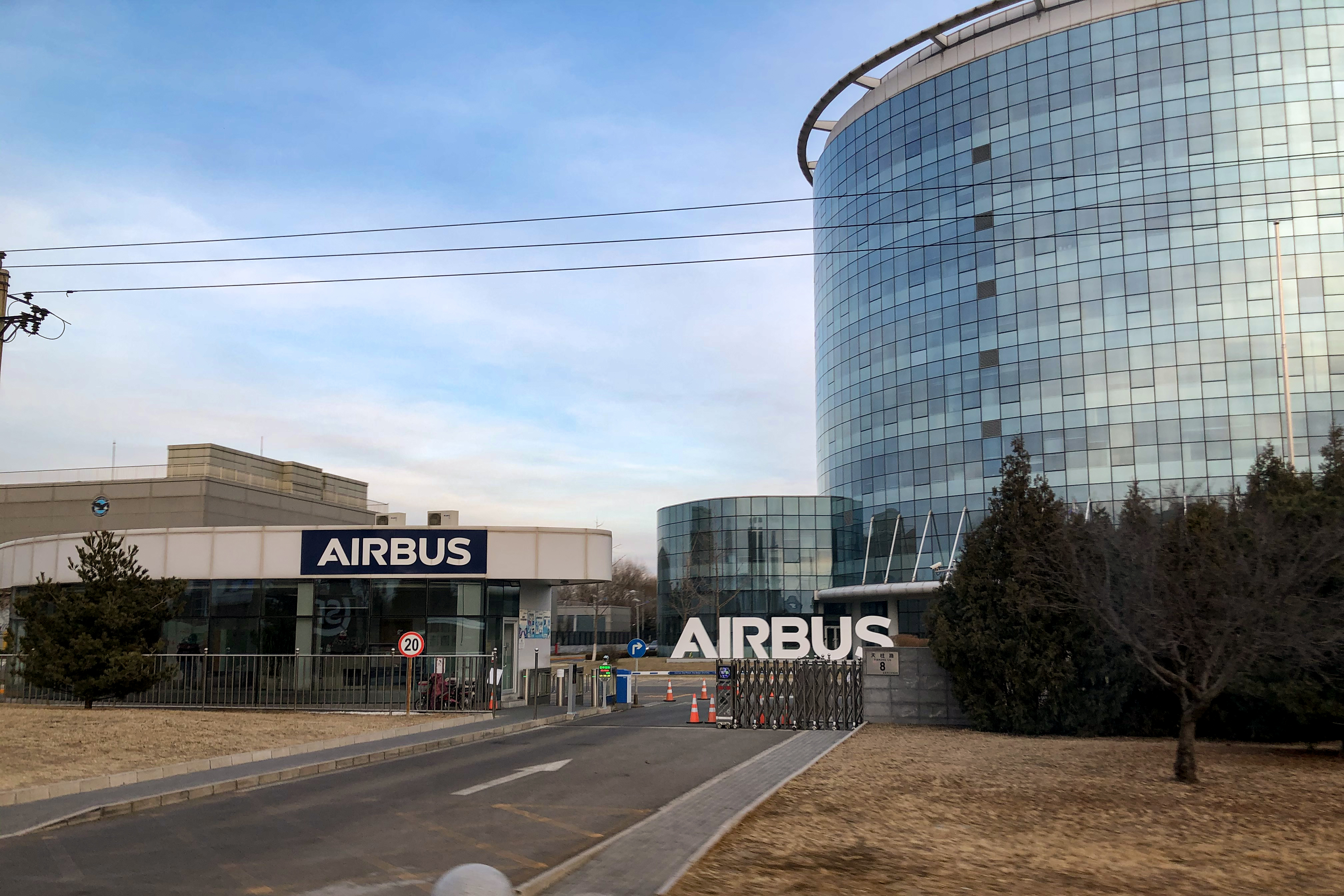
空客中国公司

| 国家   | 空客员工數 | 供应商员工數 |
| ------ | ---------- | ------------ |
| 法國   | 19,358     | 待定         |
| 德国   | 18,423     | 待定         |
| 英国   | 8,688      | 待定         |
| 西班牙 | 2,726      | 待定         |
| 美国   | 405+       | 120,000      |
| 中国   | 100－400   | 待定         |
| 总计   | 49,700+    |              |

（統計至2003年12月31日）

### 各地员工总数
| 空客工厂位置*                           | 国家   | 员工总数 |
| --------------------------------------- | ------ | -------- |
| 圖盧茲 （土魯斯、科洛米耶、布拉尼亞克） | 法國   | 16,992   |
| 汉堡 （芬肯韦德、施塔德、布克斯特胡德） | 德国   | 13,420   |
| 威爾斯                                  | 英国   | 5,031    |
| 英格蘭布里斯托尔 （菲尔顿）             | 英国   | 4,642    |
| 不来梅                                  | 德国   | 3,330    |
| 马德里 （赫塔費、伊列斯卡斯）           | 西班牙 | 2,484    |
| 圣纳泽尔                                | 法國   | 2,387    |
| 诺登哈姆                                | 德国   | 2,086    |
| 南特                                    | 法國   | 1,996    |
| 法勒爾                                  | 德国   | 1,172    |
| 阿尔贝（梅欧尔特）                      | 法國   | 1,129    |
| 劳普海姆                                | 德国   | 909      |
| 卡迪斯（波多黎各）                      | 西班牙 | 483      |
| 华盛顿（赫恩登、阿什本）                | 美国   | 165+     |
| 威奇托                                  | 美国   | 140      |
| 北京                                    | 中国   | 100+     |
| 天津                                    | 中国   | N/A      |
| 迈阿密（）                              | 美国   | 100      |
| 总计                                    | 总计   | 49,700+  |

* 註1：統計至2006年12月31日。
* 註2：工廠位置以所在的主要都會區名稱為主，括弧中則細述更精確的所在行政區劃。